# Carl Gustaf Rehnskiöld
Carl Gustaf Rehnskiöld (skrev sig Rehnschiöldt), född 6 augusti 1651 i Stralsund, död 29 januari 1722 i Läggesta gästgivaregård utanför Mariefred, var en svensk greve och militär. Han var Karl XII:s lärare i krigskonst och närmaste militäre rådgivare, och fungerade även som ställföreträdande överbefälhavare för den karolinska armén, en armé som han bistod både i dess utbildning och utveckling.
Rehnskiöld var uppvuxen i Svenska Pommern och studerade vid Lunds universitet under filosofen Samuel von Pufendorf. 1673 gick han i svensk krigstjänst och deltog i slagen vid Halmstad, Lund och Landskrona under skånska kriget, där han befordrades till överstelöjtnant och generaladjutant. Efter kriget var han som regementschef, handledare till hertig Fredrik IV under Pfalziska tronföljdskriget och guvernör över Skåne.
I stora nordiska kriget stod han närmast Karl XII i den karolinska arméns operativa ledning och ritade stridsplanerna inför landstigningen vid Humlebæk och i fältslagen vid Narva, Düna och Kliszów. I slaget vid Fraustadt 1706 förde han självständigt armébefäl och slog en sachsisk-rysk armé under befäl av fältmarskalk Schulenburg. För sina förtjänster befordrades Rehnskiöld till fältmarskalk och upphöjdes till greve. I Karl XII:s fälttåg mot Ryssland förde Rehnskiöld befäl i slaget vid Holowczyn och stormningen av Veprik, där han blev svårt skadad. Efter att Karl XII blivit skjuten i foten tog Rehnskiöld över befälet för den svenska armén i slaget vid Poltava 1709, där svenskarna led ett avgörande nederlag.
Efter slaget blev Rehnskiöld krigsfånge i Ryssland och tillbringade åren med att tillsammans med greve Carl Piper driva ett förvaltningskontor i Moskva för att bistå de övriga svenska krigsfångarna. Rehnskiöld blev utväxlad 1718 och kom sedan till belägringen av Fredriksten strax innan Karl XII blev skjuten till döds. Efteråt tjänade Rehnskiöld som befälhavare i västra Sverige och dog 1722 i sviterna av en gammal granatskada.

## Barndom och uppväxt (1651–1676)

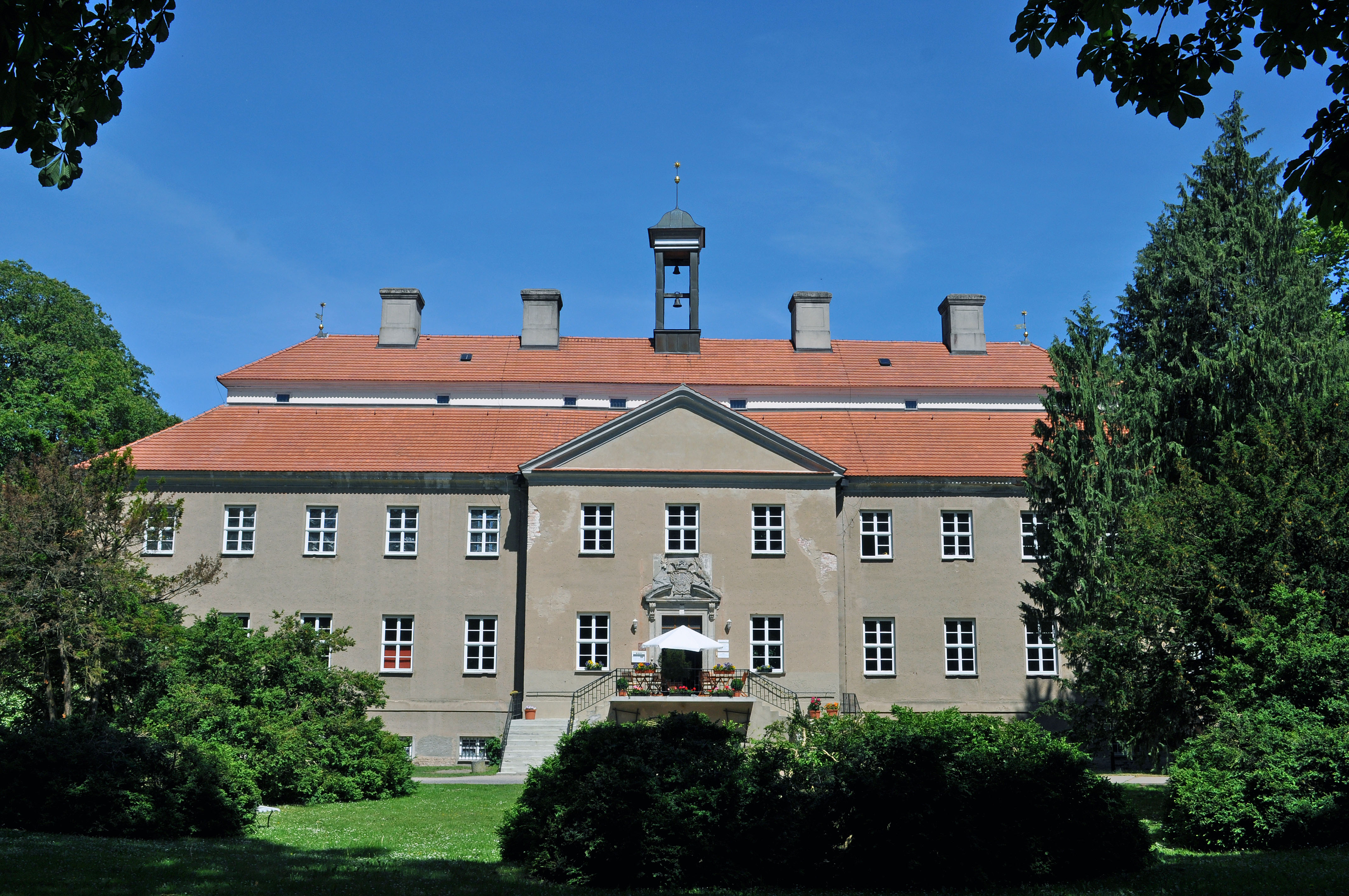
Slottet Griebenow. Uppfört mellan 1707 och 1709.

Rehnskiöld föddes den 6 augusti 1651 i Stralsund i Svenska Pommern som son till regeringsrådet i Pommern Gerdt Antoniison Rehnskiöld (1610–1658), ursprungligen Keffenbrinck, och västgötskan Birgitta Torskeskål (död 1655), som var systerdotter till friherre Johan Adler Salvius. Ätten Keffenbrinck härstammade från Westfalen, och dess stamsäte var borgen Rehne i den norra delen av provinsen Münsterland. Gerdt Rehnskiöld inträdde som skrivare i Kammarkollegium och senare som kronans fullmäktige i kung Gustav II Adolfs administrativa följe under fälttåget i Tyskland. Tack vare sina insatser för de svenska truppernas försörjning under trettioåriga kriget blev han naturaliserad som svensk adelsman 1639 av drottning Kristina och antog namnet Rehnskiöld efter sin ätts stamsäte. Han tilldelades även godsen Griebenow, Willershusen och Hohenwarth i Pommern, samt Stensättra gård i Södermanland. År 1640 introducerades ätten Rehnskiöld på Riddarhuset under nummer 270.
Carl Gustaf Rehnskiöld var åttonde i ordningen av makarna Rehnskiölds elva barn. Efter faderns död 1658 hade Carl Gustaf två bröder, bland dem Axel Rehnskiöld, och två systrar kvar i livet. Till förmyndare för de fem syskonen utsågs regeringsrådet Philip Christoff von der Lancken och lantrådet Joachim Cuhn von Owstien, som var ämbetsbröder till Gerdt Rehnskiöld. Syskonen led av ekonomiskt trångmål, dels på grund av faderns ekonomiska problem under senare delen av hans liv, dels av arvstvister mellan syskonen och Gerdt Rehnskiölds tredje fru och nyblivna änka Anna Catharina Gärffelt. Förmyndarna hade beviljat henne Birgitta Rehnskiölds familjesmycken och 14 000 riksdaler ur arvet. Detta fick till följd att syskonen kom att klaga på sina förmyndares sätt att försörja dem och skrev klagobrev till den svenska regeringen. Carl Gustaf Rehnskiölds svåger Anders Appelman kom senare att delta mer aktivt i syskonens omvårdnad och bidrog med penningmedel till Carl Gustafs och hans bröders fortsatta utbildning. Carl Gustaf Rehnskiöld fick hemundervisning av olika lärare och senare vid universitetet i Lund när han var 20 år gammal. Här hade han som huvudämnen teologi, historia, språk och filosofi, och fick bland annat åhöra föreläsningar av historikern och filosofen Samuel von Pufendorf, som lade märke till den begåvade Rehnskiöld och gav honom enskilda lektioner. Denne blev så inspirerad av läraren, att han renskrev hans verk Einleitung zur Historie der vornehmsten Reichen und Staaten in Europa (tryckt i Frankfurt först 1682), försåg manuskriptet med Pufendorfs personliga kommentarer och behöll skriften långt fram i livet.
Rehnskiöld tog svensk krigstjänst vid 22 års ålder, och 1673 fick han officersfullmakt när han inträdde vid Närke-Värmlands regemente som fänrik på kapten Reinhold Anreps kompani. Redan påföljande år fick han genom tjänstebyte löjtnantsfullmakt vid Riksänkedrottningens livregemente till häst. I juli 1675 följde transport till Upplands regemente och den 12 februari 1676 blev han officer vid det eftertraktade Livgardet.

## Skånska kriget (1676–1679)

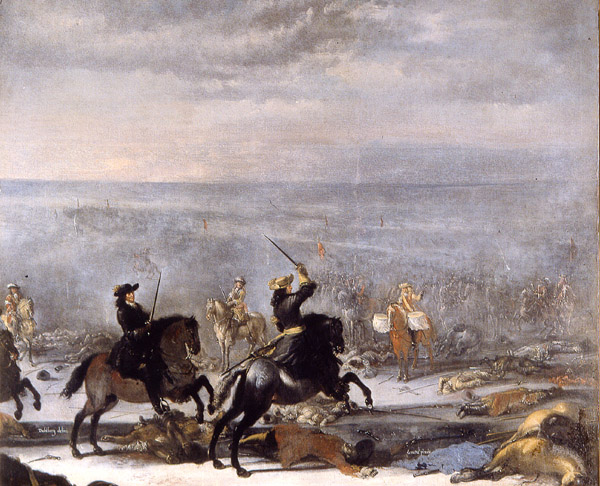
Slaget vid Lund (1684) av Johann Philip Lemke. Vid Lund stred Rehnskiöld med sin skvadron, som han fick leda efter att dess chef hade sårats.

Rehnskiöld kom under skånska kriget att först tjänstgöra till sjöss med ett kompani av Livgardet. Han kommenderades sedan iland och utförde natten mellan den 31 juli och den 1 augusti 1676 vid Tostebro sin första militära insats av betydelse, när han med en del av sitt gardeskompani erövrade en dansk förskansad ställning efter en kort strid. Karl XI fick underrättelse om detta och gjorde honom till kapten vid Livgardet, där han deltog med utmärkelse i slaget vid Halmstad den 17 augusti 1676.
Åter i Riksänkedrottningens Livregemente till häst men nu som ryttmästare fick Rehnskiöld tillfälle att i slaget vid Lund – sedan skvadronchefen Lindhielm sårats – rycka in som chef och leda sin skvadron mot fiendens avdelningar. Nu var hans lycka definitivt gjord, eftersom han praktiskt taget under kungens ögon "höljt sig med ära och visat den största tapperhet" och han befordrades enligt gammal sed på slagfältet till major och förflyttades som generaladjutant till generalstaben under Erik Dahlberghs ledning och uppsikt. Under reträtten från Rönneberga i maj 1677 fick han växelvis anföra avant- och arriärgardena, under ständigt skärmytslande med fienden, en insats som fick Dahlbergh att berömma honom och inför Karl XI kalla honom "en av arméns mest lovande unga officerare". Som generalstabsofficer visade han framfötterna under den följande tiden. I slaget vid Landskrona blev Rehnskiöld med sina två kompanier kringränd av danska elitförband, och Livregementets förluster var den högsta bland de i slaget deltagande svenska förbanden. Den 5 november 1677 fick Rehnskiöld befordran till överstelöjtnant vid 26 års ålder. Han kom även i praktiken att ta befälet över Riksänkedrottningens Livregemente då dess chef, general Rutger von Ascheberg, var anlitad på annat håll. Rehnskiöld blev nära vän med von Ascheberg, som var Karl XI:s högsta militära rådgivare och mentor och som Rehnskiöld kom att se som sin läromästare i krigskonst.
De två sista krigsåren tjänstgjorde Rehnskiöld bland annat på den norska fronten i Bohuslän och deltog i undsättningen av Bohus fästning, där hans karriär höll på att få ett abrupt slut i kulregnet från en förskansad styrka norrmän, och vid Uddevalla skans, där han var huvudanledningen till att ett danskt undsättningsförsök slogs tillbaka.

## Tiden fram till stora nordiska kriget (1679–1700)
Rehnskiölds befordringar hade kommit slag i slag, men 1679 slöts freden med Danmark och den karolinska armén demobiliserade. Det blev plötsligt inte längre lika lätt att nå befordran och överstetiteln och ett eget regemente lät vänta på sig. Rehnskiöld utnyttjade tiden i fred som överstelöjtnant och generalstabsofficer och lärde sig mycket både om trupptjänst och om planering, vilka kunskaper visade sig bli nyttiga i framtiden. Den kungliga gunsten behöll han och han var en av de "lovande unga män" som Karl XI nämner i ett brev till Dahlbergh 1682. Utnämningen till överste kom 1689 då han fick chefskapet för Tyska Livregementet till fot, ett värvat garnisonsregemente med förläggning i Landskrona, Halmstad, Karlskrona, Malmö och Helsingborg. Med befattningen blev han också kommendant på Landskrona citadell.

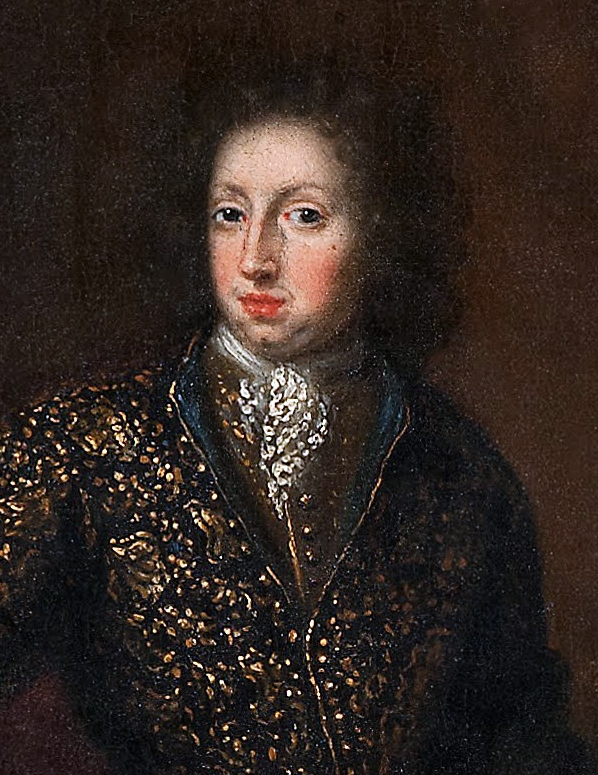
Karl XI (1691) av David Klöcker Ehrenstrahl.

Åren 1690–1691 förhandlade de nederländska generalstaterna med Sverige om att få svenska frivilliga, både officerare och manskap, till kriget mot Frankrike. Kungen skickade 6 000 man värvat infanteri, och Rehnskiöld, med kungens välsignelse, var en av de officerare som reste till Nederländerna under sensommaren 1691. Han kom där att under tre månader tjänstgöra som observatör och handledare åt prins Fredrik IV av Holstein-Gottorp i dennes militära skolning. Rehnskiöld rapporterade till Karl XI om kung Vilhelm III och den stora alliansens krigsoperationer, och den bristande disciplinen bland de allierade truppkontingenterna. Rehnskiöld fick där personligen ingripa i ett disciplinmål mellan de unga officerarna Axel Gyllenkrok och Carl Magnus Posse. Dessa gick i frivillig fransk militärtjänst och försökte rymma till de allierades läger i Flandern, där de arresterades men blev frisläppta efter att de protesterat. Karl XI beordrade Rehnskiöld att framföra kungens allvarliga missnöje till de båda officerarna; genom sitt odisciplinerade handlingssätt hade de ådragit sig ogillande av främmande militärer och de borde enligt kungen ha uppträtt i enlighet med gängse soldatmanér.
Vid återkomsten till Sverige återgick han till kavalleriet, blev överste och chef för Norra skånska kavalleriregementet 1693 och senare generalmajor i kavalleriet 1696. Efter von Aschebergs död i april 1693 kom Rehnskiöld att avsluta dennes arbete med att förnya det äldre indelningsverket och bli Karl XI:s främste militäre förtroendeman och anlitas i taktik- och utbildningsfrågor. I Herrevads kloster och Ljungbyhed organiserade han en omfattande utbildningsverksamhet för sitt förband och arbetade hårt med att få dem välutrustade och stridsdugliga. Under Rehnskiölds ledning kom det Norra skånska kavalleriregementet att bli ett mönsterregemente i det svenska kavalleriet. När Karl XI dog 1697 övertog hans son Karl XII den svenska tronen. Kungen upphöjde Rehnskiöld i friherrligt stånd, utsåg honom till guvernör i Skåne och befordrade honom till generallöjtnant i kavalleriet.
Rehnskiöld kom även bistå i utvecklingen av den offensiva karolinska stridstaktiken, baserat på den "nationella skolan" byggt på Gustav II Adolfs, Johan Banérs och Karl X Gustavs rörliga krigskonst. Den nationella skolan stod Karl XI nära, och hade utformats av Rutger von Ascheberg och Erik Dahlbergh. Deras lärjungar Rehnskiöld och fortifikationsofficeren Carl Magnus Stuart kom att utbilda Karl XII i denna krigskonst, och när Stuart 1701 utsågs till guvernör över Kurland blev Rehnskiöld kungens militära rådgivare och mentor. Rehnskiöld förespråkade att infanteriet skulle uppdelas i bataljoner om 600 man, bestående till en tredjedel av pikenerare och till två tredjedelar av musketerare. De skulle genomföra snabba inmarscher med pikar och dragna värjor efter att en muskötsalva först avlossats. Kavalleriet skulle vara uppdelat i kompanier om 125 ryttare, och i fyrsprång skulle de anfalla med blanka vapen i täta kilformade formeringar. Denna taktik stod i skarp kontrast mot det kontinentala mönstret, som förespråkade kontramarscherande under eldgivning och karakollering. De svenska förbanden skulle komma från samma region och därmed kunna skapa en stark gemenskap soldaterna och officerarna emellan. Sträng disciplin och hög moral skulle upprätthållas genom den kristna religionen och troheten mot kungen och fälttecknet.
På guvernörsposten såg Rehnskiöld till att hävda kronans intressen i Skåne genom uppodling av kronojord, skogsvård och motverkande av hungersnöd inför befarad missväxt samt genom att fullborda provinsens militära indelning och planlägga rikets försvarsplan inför ett kommande krig med Danmark. Danmark hade en spänd relation till hertigdömet Holstein-Gottorp söder om landet, som var allierat med Sverige. Han förespråkade att det svenska rikets gränsprovinser skulle utgöra rikets starkaste försvar; varje provins skulle försvaras av sina egna indelta regementen. Rikets östra provinser kom att förstärkas med samtliga indelta regementen från Finland och över 100 permanenta försvarsanläggningar, med några värvade garnisonsregementen. Den svenska flottan skulle också ha herravälde över Östersjön för att riket skulle ha ett framgångsrikt försvar, samt ta hand om trupptransporter och upprätthålla underhållslinjer. Då armén led brist på dragonregementen yrkade Rehnskiöld på att uppsätta ett eget regemente, och 1700 uppsattes genom värvning Livdragonregementet. Sekundchef för regementet blev överstelöjtnant Hugo Johan Hamilton. Rehnskiöld avsåg att regementet skulle vara av elitkaraktär, då det skulle strida vid kungens sida, och endast få bestå av rikssvenskt manskap. I Skåne var Rehnskiöld ägare av Allerups och Torups gårdar, och blev provinsens största oxägare med 112 par oxar. Han kom att efterträdas på guvernörsposten av Magnus Stenbock 1705.
Den 17 januari 1697 ingick han äktenskap med Elisabeth Funck, dotter till assessorn i Bergskollegium Johan Funck. Rehnskiöld var därmed svåger till Carl Magnus Stuart, som var gift med hustruns äldre syster Margaretha Funck. I äktenskapet föddes 1699 en dotter, som dog innan hon fyllt ett år. Rehnskiöld lämnade sedan Sverige för att ge sig ut i det stora nordiska kriget, och kom att återförenas med hustrun först våren 1707 i slottet Altranstädt.

## Stora nordiska kriget (1700–1709)

### Krigsutbrottet

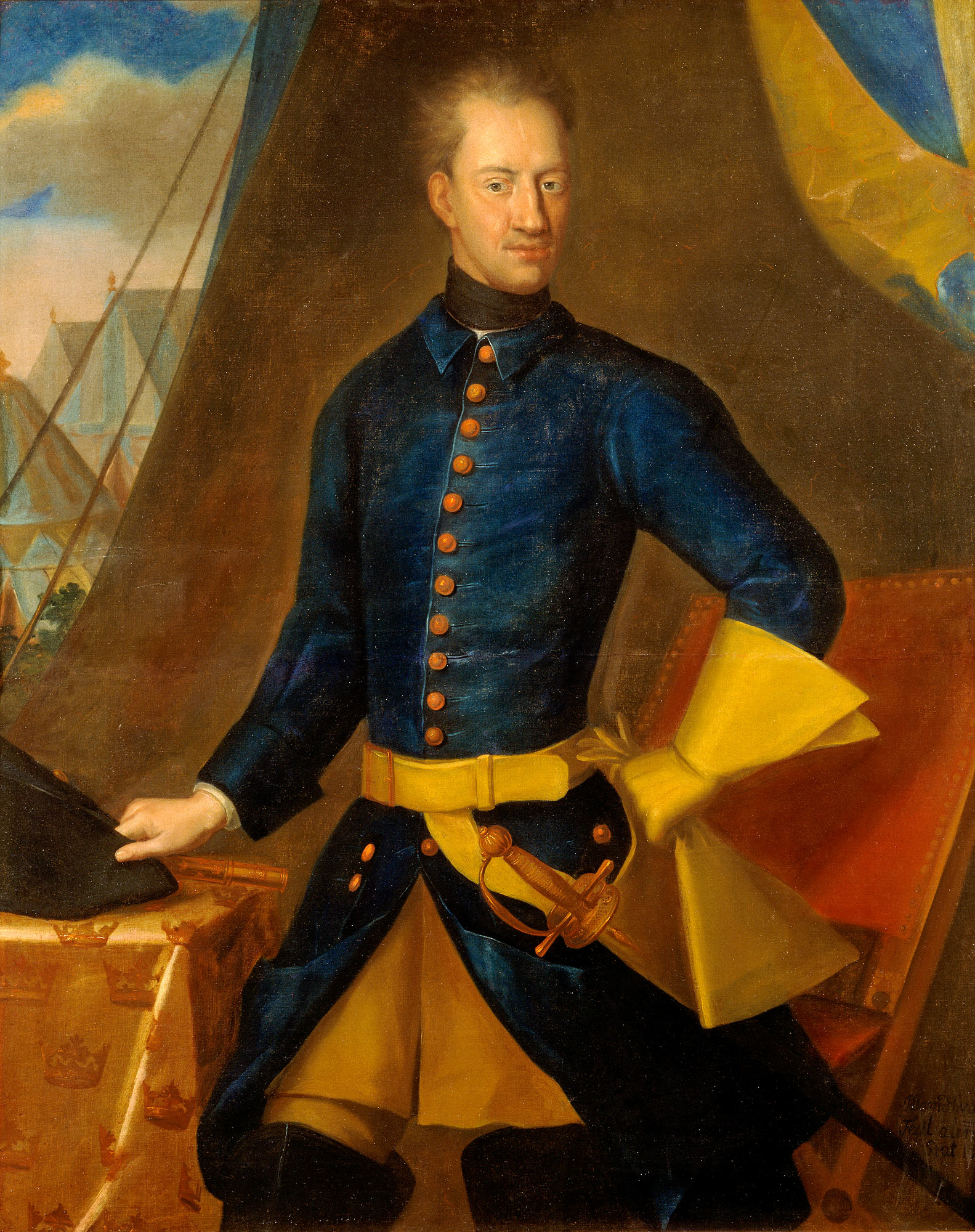
Karl XII (1706) av Johan David Schwartz.

Den 12 februari 1700 inleddes stora nordiska kriget i och med att Polens kung och Sachsens kurfurste August II och hans sachsiska trupper korsade floden Düna och belägrade staden Riga i Livland, som försvarades av Livlands generalguvernör Erik Dahlbergh. Samtidigt med August II:s angrepp beordrade kung Fredrik IV av Danmark sina danska trupper att invadera Holstein-Gottorp, och i mars samma år belägrade danskarna hertigdömets största fästning, Tönning.
I hela Sverige mobiliserades de indelta regementena, som fick marschorder till södra Sverige. Den samlade svenska krigsmakten i början av 1700 bestod av 77 000 man, varav 10 000 man skickades till den norska gränsen och 16 000 man samlades i Skåne för att användas mot Danmark. Rehnskiöld var ledare för truppernas uppmarsch och utgångsgruppering i Skåne, som han senare fick befälet över, och i den operativa arméledningen bar Rehnskiöld högsta ansvaret direkt under kungen. Den svenska utrikesledningen med Bengt Gabrielsson Oxenstierna i ledningen rådde Karl XII att undsätta Livland, men kungen valde att först avvärja det danska hotet, och Rehnskiöld vidarebefordrade kungens beslut till Oxenstierna.
I mitten av juli 1700 fattades ett beslut om att svenska trupper skulle landstiga på Själland. Landstigningen skulle koncentreras till Kögebukten söder om Köpenhamn under Rehnskiölds ledning, medan en mindre styrka skulle landstiga vid Humlebæk söder om Helsingör. Landstigningen vid Kögebukten kom dock aldrig att utföras. Både Rehnskiöld och Carl Magnus Stuart planerade istället landstigningen vid Humlebæk, som skulle genomföras i understöd av den svenska örlogsflottan. Landstigningen ägde rum den 25 juli, där Rehnskiöld hade befälet för de svenska landstigningstruppernas vänstra flygel, medan kungen och Stuart ledde den högra flygeln. De danska försvararna drevs snabbt på flykt, och svenskarna etablerade ett brohuvud på Själland. Detta tvingade Fredrik IV att dra sig ur kriget den 8 augusti 1700 under freden i Traventhal.
Efter Danmarks utträde ur kriget återsamlades den svenska armén i Skåne i slutet av augusti för att överskeppas till den baltiska krigsskådeplatsen. Kort innan hade Karl XII fått veta att ryska trupper under tsar Peter I belägrade den strategiskt viktiga svenska utposten Narva i Estland. Landstigningen verkställdes i början av oktober, när Karl XII och Rehnskiöld ombord på linjeskeppet Westmanland, ihop med flera andra örlogsfartyg med svenska trupper, skeppades från Karlshamn till Pernau i Estland. Hotet från August II hejdades temporärt när han fick reda på den svenska landstigningen och beordrade sina trupper att dra sig tillbaka. Karl XII och Rehnskiöld lämnade Pernau den 16 oktober och anlände till Reval den 25 oktober. Vid Wesenberg öster om Reval samlade Karl XII samtliga svenska förband, totalt omkring 11 000 man. Den 13 november bröt den svenska huvudarmén upp och marscherade mot Narva. Många officerare ansåg att detta företag var alltför riskabel, då den ryska belägringsarmén uppgick enligt rykten till runt 80 000 soldater och de svenska trupperna hade brist på proviant och trupper. Efter några skärmytslingar med ryska spaningstrupper anlände svenskarna till Narvas utkanter den 20 november. Under framskjuten spaning fick svenskarna veta att ryssarna, som uppgick till omkring 30 000 soldater och tusentals trosspersonal, hade byggt en lång befästningsvall som sträckte sig i en halvcirkel från norr till söder om staden.

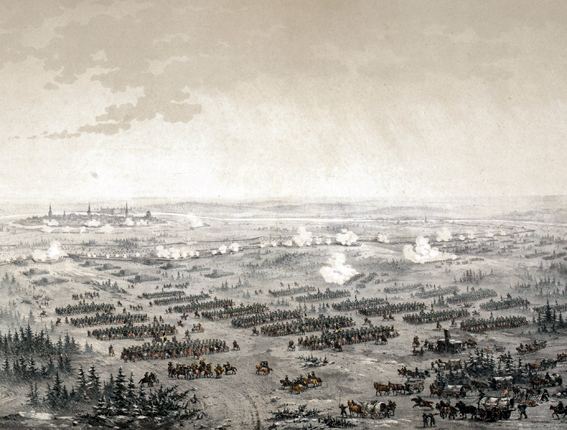
Slaget vid Narva (1870) av Otto August Mankell.

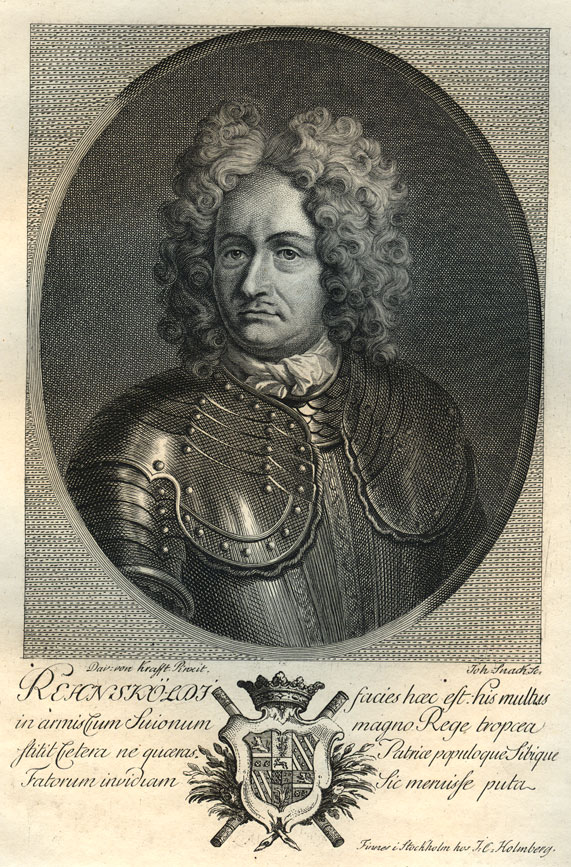
Carl Gustaf Rehnskiöld (okänt år). Kopparstick av Johan Snack efter målning av David von Krafft.

Ihop med generalkvartermästarlöjtnant Gerdt Ehrenschantz och artilleribefälhavaren Johan Siöblad gjorde Rehnskiöld upp en enkel stridsplan som aldrig skrevs ned. Svenskarna skulle anfalla med två kolonner, bestående av både infanteri och kavalleri, mot befästningsvallens mittersta del. Varje kolonn skulle sedan vika av åt var sitt håll och rulla upp den ryska försvarslinjen så att den ryska armén blev fången i två fickor mot Narvafloden. Det svenska artilleriet skulle understödja kolonnernas frammarsch. Rehnskiöld själv skulle leda den vänstra kolonnen, medan general Otto Vellingk ledde den högra kolonnen. Rehnskiölds kolonn var uppdelad i två grupper, den ena under generalmajor Georg Johan Maidel och den andra under överste Magnus Stenbock.
På eftermiddagen den 20 november framryckte de två svenska kolonnerna mot den ryska befästningsvallen. Svenskarna doldes av en yrande snöstorm som blåste ryssarna i ansiktet. Svenskarna bröt sig våldsamt in i de ryska befästningarna, och de båda inbrytningarna av försvarslinjen skapade fullständig panik i de ryska leden. Efter en vild flykt undan svenskarna valde den ryska armén att kapitulera, och efter underhandlingar fick de avtåga tillbaka till Ryssland. Omkring 9 000 ryska soldater stupade under slaget, och hela den ryska arméledningen tillfångatogs, medan de svenska förlusterna uppskattades till runt 1 900 soldater. Peter I själv var inte närvarande i slaget, utan hade överlämnat överbefälet till hertig Charles Eugène de Croÿ, som i slaget blev svensk krigsfånge. Den svenska segern gav stora reaktioner bland Europas länder, där många gratulerade kungen och hans armé. Magnus Stenbock kom att berömma Rehnskiöld för hans insatser i slaget:
| ”                                                                                  | "Gud har gjort detta allena, och om något mänskligt däruti bör ha part, är det den ferma och oryggliga resolution H Majt en gång fattat och därnäst den mogna disposition generallöjtnanten Rehnskiöld emot andras uppsåt redeligen gjort. Jag kan med sanning nämna honom general. Unnar honom Gud livet, det blir en stor captain, så mycket mer som han är en redlig och trogen vän, älskad av hela armén. Jag har så mycket större orsak att venerera [vörda] honom, som igenom hans tillskyndelse jag den dagen kom att kommendera på den svåraste sidan som generalmajor, varest jag den lyckan hade mig att signalera." | „ |
| – Magnus Stenbock, utdrag ur hans brev skickat till Bengt Gabrielsson Oxenstierna. | |   |

### Fälttåget i Polen

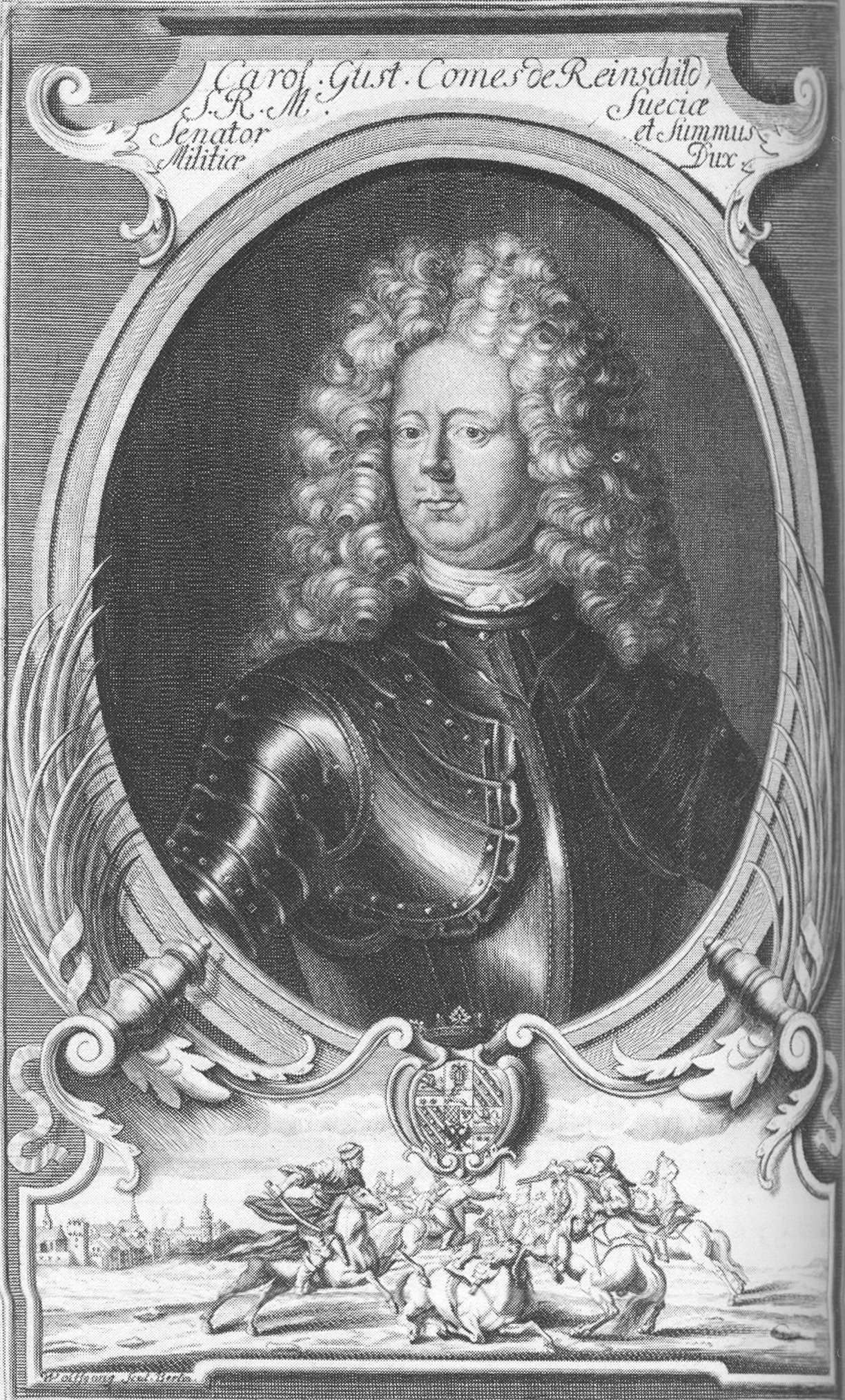
Carl Gustaf Rehnskiöld av okänd konstnär.

Den svenska huvudarmén gick i vinterkvarter utanför staden Dorpat och det förfallna slottet Lais. Under våren förstärktes armén med förband från svenska fastlandet, och trupperna uppgick till 24 000 man. I juni bröt armén upp och marscherade ner mot Riga för att slå till mot August II:s sachsiska och ryska trupper, som uppskattades till 38 000 man. Den 7 juli stod huvudarmén utanför Riga, och Karl XII och Rehnskiöld planerade gå över floden Düna precis intill staden och möta August II:s trupper. På den västra sidan om floden hade August II:s trupper grupperats, men de var osäkra på om svenskarna tänkte gå över floden vid Kokenhusen eller Riga och förberedde sig därför vid båda ställena. I den svenska stridsplaneringen, där Carl Magnus Stuart och Erik Dahlbergh var delaktiga, beslutade man att samla landstigningsbåtar nära Riga och konstruera flytande kanonblockhus som med infanteriförband skulle landstiga på motsatta stranden och etablera ett brohuvud. En flottbro hade konstruerats av Dahlbergh så att kavalleriet kunde föras över och kunna storma och förfölja de sachsiska trupperna. Kavalleriet skulle ledas av Rehnskiöld, medan infanteriet skulle ledas av kungen åtföljd av generallöjtnant Bernhard von Liewen.
På morgonen den 9 juli rodde den svenska första anfallsvågen mot den motsatta stranden; båtarna täcktes av täta rökridåer från antända halm- och risknippen. Men det starka strömdraget gjorde att flottbron förstördes och reparationen kom att ta alltför lång tid, vilket fick Rehnskiöld att improvisera genom att föra över delar av sitt eget livdragonregemente med tillgänglig båtmaterial. Kungens infanteri lyckades etablera ett brohuvud och slog tillbaka flera sachsiska angrepp. August II och hans trupper blåste till reträtt och förlorade 2 000 soldater, medan svenskarnas förluster uppgick till 500 man. Flodövergången blev en framgång, men blev ett strategiskt misslyckande då svenskarna inte kunde förfölja de sachsiska trupperna och vinna en avgörande seger.

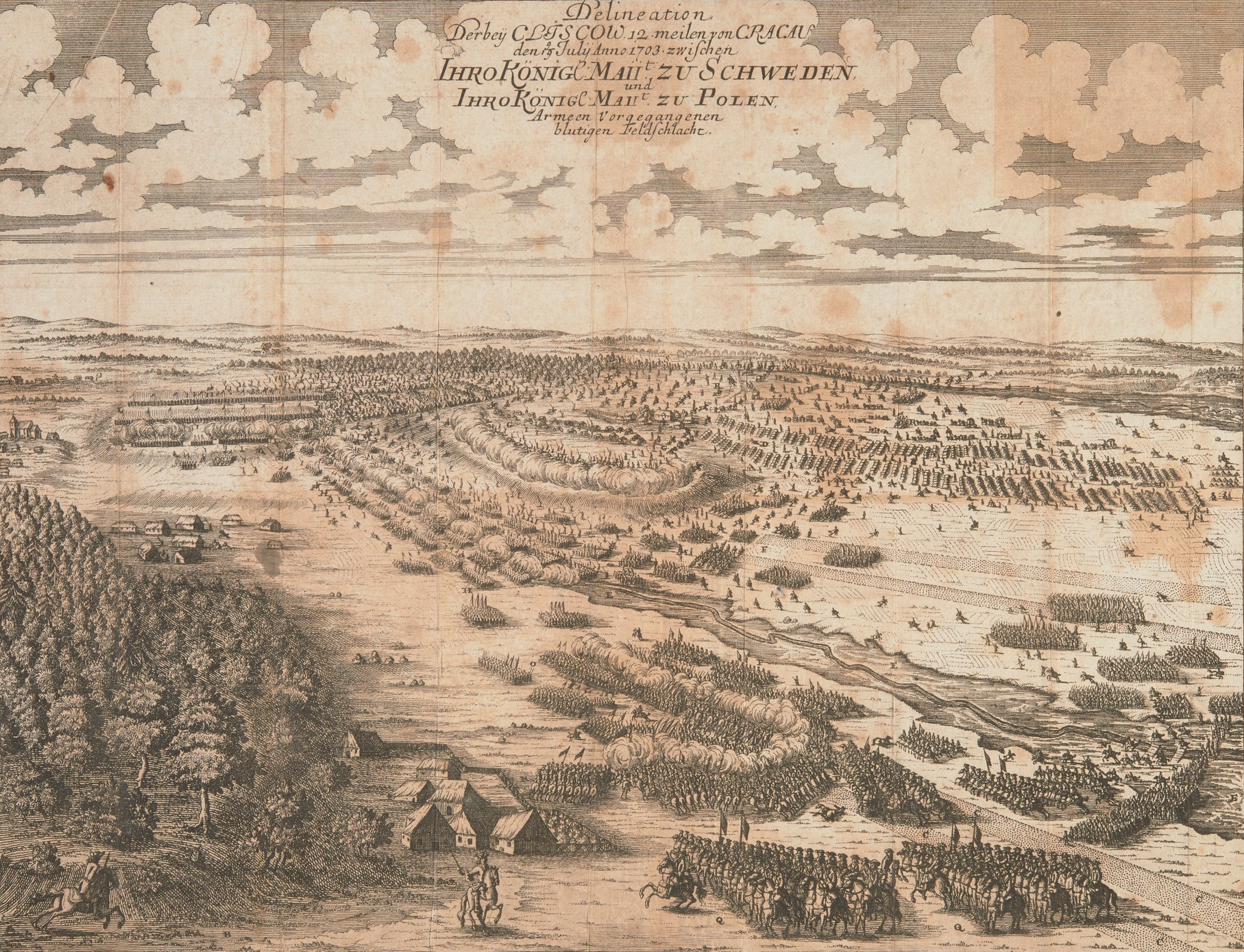
Slaget vid Kliszów (1703) av okänd konstnär.

Då Karl XII inte lyckades besegra August II under Dünaoperationen, beslutade han att genomföra ett fälttåg på polskt territorium för att utmanövrera August II:s trupper och få ryggen tryggad innan han kunde genomföra en offensiv mot Ryssland. I juli 1702 kom Karl XII och hans huvudarmé ikapp August II vid byn Kliszów nordöst om Kraków. Karl XII var ivrig att anfalla August II, men på Rehnskiölds inrådan skulle de invänta förstärkningar från generallöjtnant Carl Mörners arméavdelning, som anlände den 8 juli. August II väntade samtidigt på den polska kronarmén, som anlände dagen därpå. Tillsammans med generallöjtnanterna Bernhard von Liewen och Jakob Spens gjorde Rehnskiöld upp den svenska stridsplanen. August II hade omkring 24 000 sachsiska och polska trupper som skyddades av en tät skog och vidsträckta träskmarker vid floden Nida. Artilleriet sattes upp på en höjd mellan de båda flyglarna, medan den sachsiska centern stod bakom artilleriet. De svenska trupperna uppgick till 12 000 man; huvudstyrkan skulle röra sig parallellt med den sachsiska frontlinjen och göra en omfattningsrörelse mot den sachsiska högerflygeln. Den svenska högra flygeln, som leddes av Rehnskiöld, skulle försvara sig mot det sachsiska frontalanfallet, som skulle ledas av fältmarskalk Adam Heinrich von Steinau, innan de sachsiska trupperna skulle omgrupperas för att stöta bort den svenska huvudstyrkan.
På morgonen den 9 juli framryckte de svenska trupperna mot den sachsiska frontlinjen. Då den polska kronarméns kavalleri började anfalla den svenska vänsterflygeln och hotade att omringa den svenska huvudstyrkan, tvingades svenskarna att omgruppera för att möta det polska rytteriet. De polska ryttarna slogs tillbaka, och Rehnskiöld, genom att bilda fyrkant med front åt alla sidor, stod emot Steinaus frontalanfall, vars trupper drog sig tillbaka. Den svenska huvudstyrkan ryckte fram till det sachsiska fältlägret, erövrade det sachsiska artilleriet och hotade att omringa den sachsiska centern. August II tvingades till reträtt, och förlorade omkring 4 000 soldater, medan de svenska förlusterna uppskattades till 1 100 man. Bland de stupade var Rehnskiölds brorson Frans Anton Rehnskiöld, som var kapten vid Livgardet, och hertig Fredrik IV av Holstein-Gottorp, som ledde den svenska vänsterflygelns anfall.
Karl XII lyckades inte ta upp jakten på August II:s retirerande trupper och dennes nederlag blev även denna gång inget avgörande, då August II kunde dra sig tillbaka och organisera nya trupper i kampen mot svenskarna. Följden blev att Karl XII och den svenska huvudarmén drev runt i Polen för att tillintetgöra August II:s polska resurser och de sachsiska trupper som han hade beordrat dit samt övertala de adelsgrupper i Polen som stod i opposition mot August II att avsätta honom som polsk kung och utropa en ny härskare på den polska tronen. I december 1702 tilldelades Rehnskiöld fyra infanteri- och nio kavalleriregementen, omkring 10 000 man, som han kom att operera självständigt från den svenska huvudarmén. Han hade som uppgift att trygga förhandlingarna mellan de olika adelsfraktionerna i Warszawa och indriva pengar och livsmedel från närområdet för de svenska trupperna som belägrade staden Thorn. Han hade sitt högkvarter nära Piotrków Trybunalski, medan hans trupper var mestadels förlagda längre in i Storpolen, där han höll ett vakande öga på de adelsfraktioner som uppträdde för August II:s sak. Under de dagar han rapporterade till det kungliga högkvarteret överlämnade han befälet till generalmajor Arvid Axel Mardefelt. I april 1703 befordrades Rehnskiöld till general i kavalleriet, och med denna grad fick han ökad prestige under sin medlande verksamhet med de polska adelsfraktionerna och kunde sammanträda med polska ledare som prins Jakob Sobieski, magnat Hieronim Augustyn Lubomirski och kardinal Michał Stefan Radziejowski. I februari 1704 sammanträffade Warszawakonfederationen, där de kom överens om att avsätta August II som polsk kung, då denne med åren hade förlorat stora delar av sitt inflytande i landet. Rehnskiöld fick som uppgift att trygga konfederationens arbete och blockera August II:s trupper från att framrycka österut.

### Uppgörelsen med Sachsen

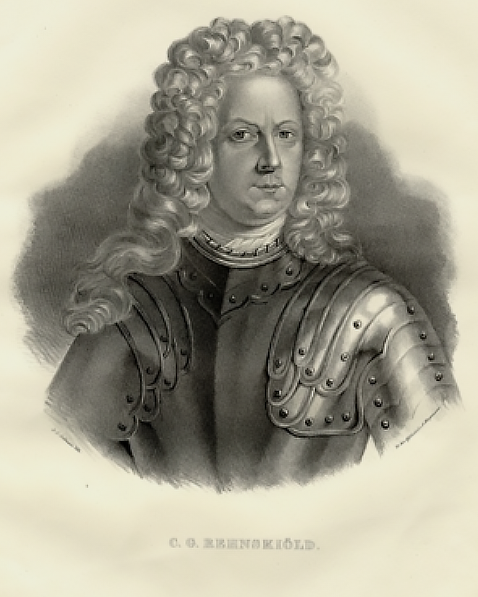
Carl Gustaf Rehnskiöld (okänt år). Litografi av Axel Salmson.

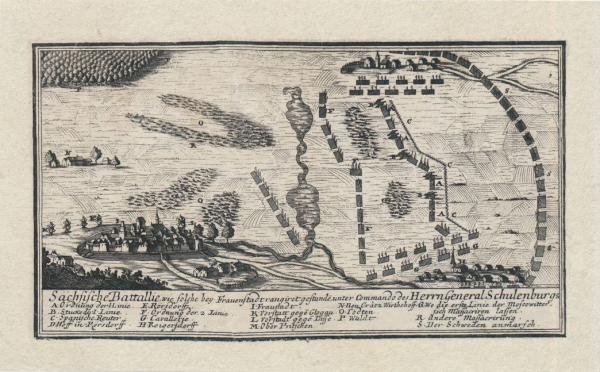
Slaget vid Fraustadt (1706) av okänd konstnär.

Under sommaren 1705 avdelades till Rehnskiöld en självständig arméavdelning i Storpolen, bestående av fem infanteri-. tre kavalleri- och fem dragonregementen, totalt omkring 10 000 man. Rehnskiölds trupper hade som uppgift att beskydda Karl XII:s och den svenska huvudarméns rygg från August II:s sachsiska huvudarmé under fältmarskalken Johann Matthias von der Schulenburg, som kraftsamlades innanför den sachsiska gränsen. Den bestod av totalt 25 000 man, som kom att förstärkas av ryska förband. Rehnskiöld marscherade närmare den sachsiska gränsen längs floden Weichsel, och slog vinterkvarter vid Posen. I december hade Rehnskiöld blivit utnämnd till kungligt råd och fältmarskalk av Karl XII, men detta fick Rehnskiöld inte veta förrän han fick ett brev av kungen, där han titulerades som fältmarskalk, i augusti 1706.
I mitten av januari 1706 återupptogs trupprörelserna, och genom framskjuten spaning samt förhör av fångar och desertörer kom Rehnskiöld att få reda på att sachsarna avsåg att genomföra en operation. Sachsarna planerade att anfalla Rehnskiölds arméavdelning från två håll, från sydväst av Schulenburg och från nordväst av August II:s egen styrka. Rehnskiöld beslöt sig för att omedelbart anfalla Schulenburgs armé och förinta den innan August II:s trupper skulle hinna fram, trots att den förre hade dubbelt så omfattande trupper och hade tillgång till kanoner, som Rehnskiöld saknade. 31 januari nådde Rehnskiöld fram till byn Fraustadt nära den sachsiska gränsen. Schulenburgs armé hade redan anlänt dit, och intog en stark ställning med omkring 16 000 sachsisk-ryska fotsoldater i centern, understödda av 37 artilleripjäser, och 4 000 sachsiska ryttare som täckte centerns flanker. Rehnskiöld hade endast 9 400 stridsdugliga soldater, varav 3 700 fotsoldater och 5 700 ryttare. Han hade därmed en övervikt i antalet ryttare, och ämnade att utföra en riskabel "dubbel omfattning". Han ställde upp en uttunnad center, bestående av fotsoldater och vissa kavalleriförband, och två starka kavalleriflyglar, där den högra skulle ledas av Rehnskiöld själv. Den svenska centern skulle ta emot sachsarnas frontala anfall, medan de starka kavalleriflyglarna skulle anfalla med full kraft mot sachsarnas flanker, slå ut dessa och sedan hugga den sachsiska centern i ryggen.
Rehnskiöld gav anfallssignal vid middagstid den 3 februari 1706. Slaget vid Fraustadt inleddes med att svenskarnas två flyglar avancerade snabbare än centern, vilket gjorde att svenskarnas slaglinje blev böjd, vilket Schulenburg uppfattade som ett svaghetstecken. De svenska flyglarna sprängde dock de sachsiska flankerna och drev bort deras kavalleri. Flyglarna svängde sedan inåt och slöt ringen runt den sachsisk-ryska centern, där manfallet blev stort och Schulenburg försökte slå till reträtt. Schulenburg lyckades undkomma, men stora delar av hans soldater blev nedstuckna av de svenska ryttarna och återstoden ringades in och tillfångatogs. Efter två timmars strid hade 7 377 man i Schulenburgs armé stupat och mellan 7 300 och 7 900 togs tillfånga; bland dessa var omkring 2 000 sårade. Bland Rehnskiölds trupper hade 400 stupat och 1 000 sårats. Av de sachsiska fångarna kom många att anställas i svensk krigstjänst och bildade ett bayerskt regemente och en fransk respektive en schweizisk bataljon.

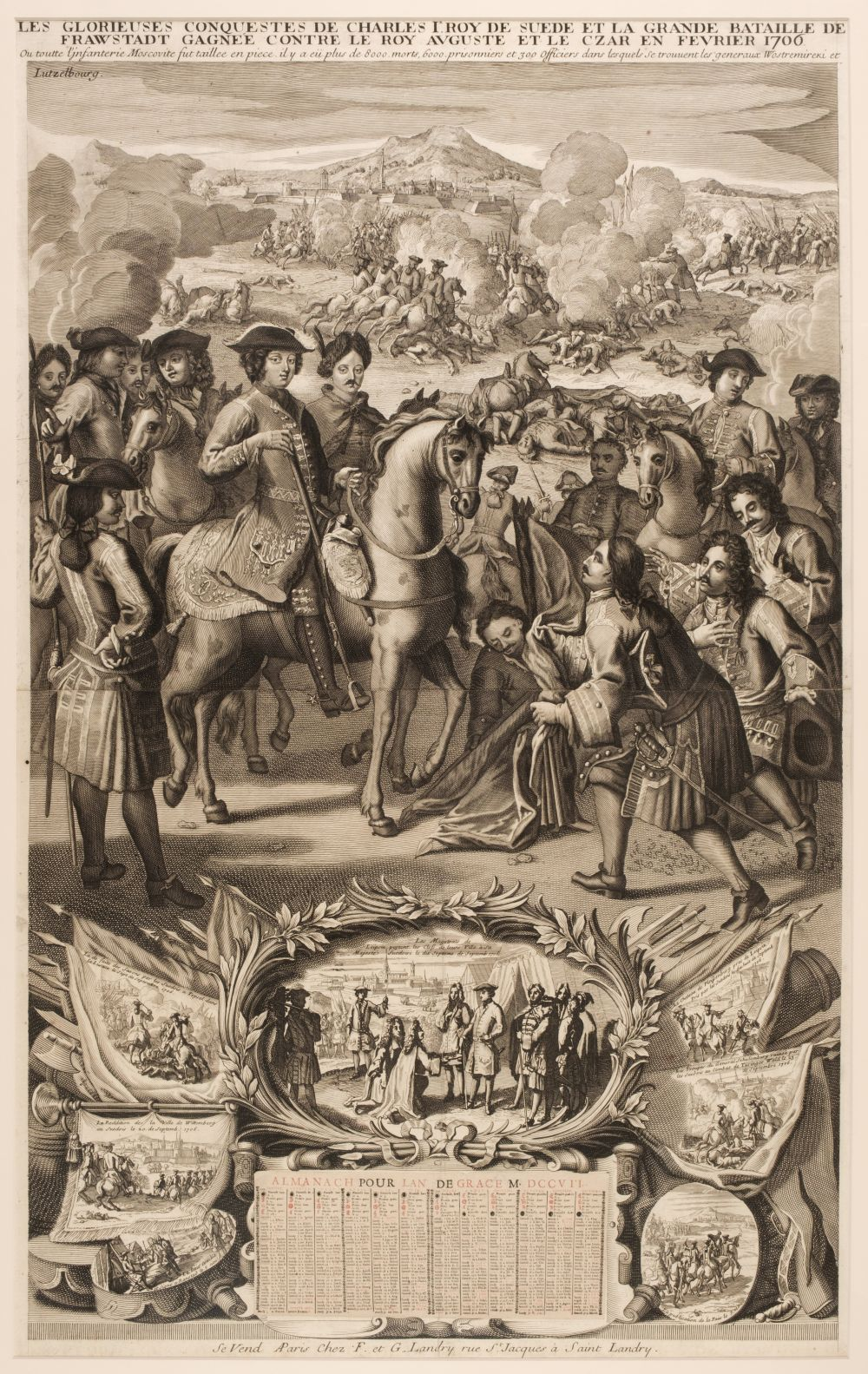
Fransk gravyr från 1707 som föreställer de sachsiska soldaternas kapitulation inför Rehnskiöld efter slaget vid Fraustadt.

Rehnskiölds namn kom därefter att vara knutet till en massaker som ska ha inträffat kort efter slaget. I vittnesmål från löjtnant Joachim Matthiæ Lyth och överstelöjtnant Nils Gyllenstierna uppgavs att Rehnskiöld givit order om att ryska krigsfångar, uppåt 500 i antal, skulle massakreras utan pardon.
| ”                                        | "H:s Exell:s H:r General Renschiöld [lät] straxt formera en cretz af dragoner, cavallerie och infanteri, utj hwilken sig alla öfwerblefne ryssar församla måste, ungefär wid pas 500 man, som straxt utan någon nåd i cretzen blefwo ihiälskutne och ihiälstuckne, att de föllo öfwer hwarandra som slacktefår." | „ |
| – Joachim Matthiæ Lyth, Ur Lyths dagbok. | |   |

Rehnskiölds beslut om massakern har fördömts av historiker som Eirik Hornborg, Sverker Oredsson och Peter Englund. Andra historiker som August Quennerstedt och Gustaf Adlerfelt ansåg att denna massaker inte skedde på order av Rehnskiöld, utan ska ha inträffat under den desperata slutstriden. Massakerns faktiska existens ifrågasattes helt av historikerna Henning Hamilton och Oskar Sjöström, som ansåg att de övriga historikerna misstolkat eller förväxlat denna händelse med de svenska ryttarnas förföljelse av de flyende trupperna, då tusentals ryska och sachsiska soldater blev offer. Även historikern Jan von Konow har ifrågasatt sanningshalten i Joachim Lyths vittnesmål.
Segern vid Fraustadt gav en lamslående effekt i Danmark, Ryssland och Sachsen och orsakade chockvågor runtom i Europa: i Frankrike firades segern med jubel och i Preussen byttes den nyckfulla politiken genast ut till svenskvänlig. I juni samma år blev Rehnskiöld upphöjd i grevligt stånd (1719 introducerades den grevliga ätten Rehnskiöld på Riddarhuset under nummer 48). Med den sachsiska huvudarmén besegrad hade den svenska armén en chans att gå in i Sachsen och tvinga ut August II ur kriget mot Sverige. I augusti återförenades Karl XII med Rehnskiölds armé. Den samlade armén passerade det kejserliga Schlesien och i september gick svenskarna i kvarter i Sachsen. I slottet Altranstädt utanför Leipzig den 14 september undertecknades ett fredsfördrag mellan Sverige och Sachsen. I fördraget tvingades August II bryta allt samröre med sina allierade, avstå från den polska kronan och erkänna Stanisław Leszczyński som ny kung.
Den svenska armén förlades under ett år i Sachsen, och till dess underhåll tog man ut betydande krigsskatter av de sachsiska ständerna. Under denna tid blev Karl XII:s högkvarter i Altranstädt ett centrum för fester och gästabud liksom en av den europeiska storpolitikens brännpunkter. Flera furstar, diplomater och militärer från hela Västeuropa samlades för att träffa den segerrike kungen och dennes trupper. En av besökarna var den beryktade engelske fältherren John Churchill, som i ett samtal med Karl XII övertalade kungen att inte blanda sig i spanska tronföljdskriget, som utspelades parallellt med stora nordiska kriget. Karl XII beslutade att rusta upp sin armé för att gå österut mot sin siste motståndare, tsar Peter och Ryssland.

### Fälttåget i Ryssland

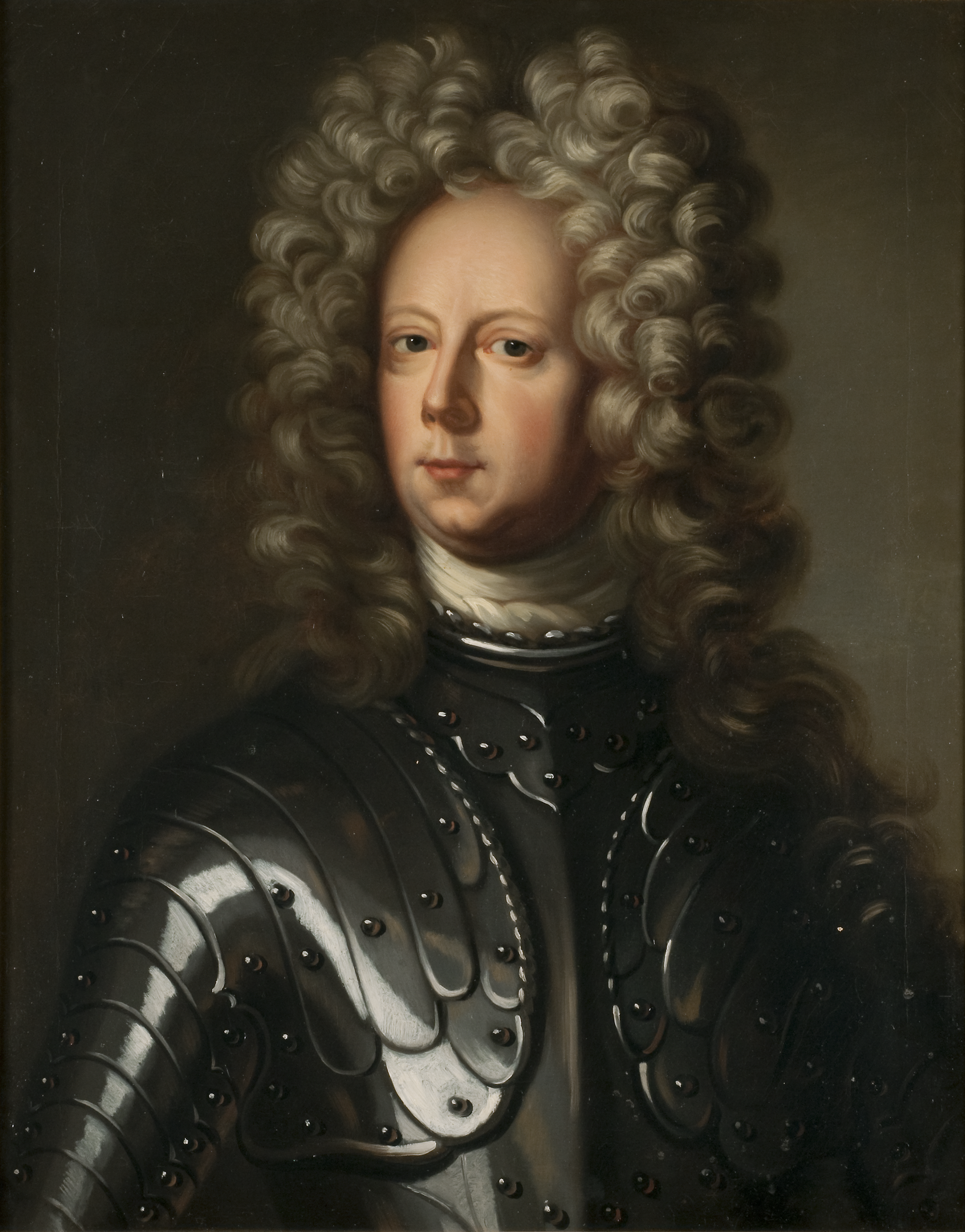
Carl Gustaf Rehnskiöld (okänt år) av David von Krafft.

I augusti 1707 lämnade den svenska armén Sachsen för att marschera österut mot ryskt territorium. Det var en till stor del nyvärvad och välutrustad armé på omkring 40 000 soldater, där Rehnskiöld i egenskap av fältmarskalk stod närmast kungen som dess högsta befäl. Rehnskiöld och den svenska arméledningen var ovetande om Karl XII:s planer för fälttåget, som denne höll för sig själv, men de kom överens om en preliminär marschriktning mot Rysslands huvudstad Moskva, där Peter I hade samlat majoriteten av sina försvarskrafter. Karl XII gav order till befälhavaren för den "kurländska armén" i de baltiska provinserna, general Adam Ludwig Lewenhaupt, att bryta upp och ansluta sig till huvudarmén i marschen mot Moskva. Lewenhaupt fick även uppdraget att skaffa en stor mängd proviant och trossvagnar som den kurländska armén skulle transportera till huvudarmén. I avvaktan på Lewenhaupts anslutning framryckte den svenska huvudarmén långsamt mot den ryska gränsen. I slutet av januari 1708 anlände man till Grodno som besattes av 9 000 man ur Peter I:s armé. Med 800 ryttare anföll Karl XII och Rehnskiöld och de ryska trupperna tvingades till reträtt efter en kort men hård strid. Senare på kvällen smög sig ryska trupper in i staden för att överrumpla svenskarna; Rehnskiöld själv hamnade mitt bland de anfallande ryska trupperna, men på grund av mörkret blev han inte igenkänd och lyckades sätta sig i säkerhet. Den ryska överrumplingen slogs tillbaka och ryssarna tvingades till reträtt. Senare under året, vid övergången av floden Vabitj vid staden Holowczyn i juli 1708, stötte svenska förtrupper på en rysk armé som stod i försvarsposition på motsatta stranden. I slaget vid Holowczyn anförde Karl XII infanteriet, medan Rehnskiöld hade befälet över kavalleriet. De ryska försvarstrupperna under fältmarskalk Boris Sjeremetiev och furst Aleksandr Mensjikov drevs bort efter åtta timmars strid, men slaget fick inga strategiska följder då den ryska armén lyckades undkomma mestadels intakt.
Efter denna seger dröjde den svenske kungen under nio veckor i Mohilew och trakterna närmast öster därom, mellan Dnepr och dess biflod Sozj, och väntade på Lewenhaupts försenade ankomst. Lewenhaupts uppgift var mycket komplicerad, och under halva vägen till huvudarmén blev hans armé upphunnen av en rysk armé under Peter I:s personliga ledning. Den resulterande striden vid Lesna den 29 september slutade oavgjort, där båda parterna led stora förluster. För att förhindra att trossen skulle falla i ryska händer beslutade Lewenhaupt att bränna upp trossvagnarna och huvuddelen av provianten och avmarschera med sina resterande trupper. Den 23 oktober kunde Lewenhaupt till slut ansluta sig till huvudarmén, men bara med 6 500 man och utan den nödvändiga provianten.
Under fälttåget var Rehnskiöld rival med överstemarskalken Carl Piper, som sedan 1700 hade följt med Karl XII som chef för fältkansliet. Rehnskiölds och Pipers spänningsförhållande hade pågått sedan den svenska arméns inmarsch i Sachsen, och båda ville ha stort förtroende hos kungen: Piper som arméns främste civile befattningshavare och som ville förmå kungen att inte göra riskfyllda företag; Rehnskiöld som arméns befälhavare efter kungen och som i sin handlingslinje sammanföll med kungens offensiva planer. Motsättningen mellan Rehnskiöld och Piper, i kombination med deras hetsiga temperament och höga tankar om sin egen kompetens, gjorde att de inte kunde resonera med varandra utan en mellanhand, oftast generalkvartermästaren Axel Gyllenkrok. Deras relation kom att under fälttågets gång orsaka osämja och splittring inom det svenska högkvarteret men även nedstämdhet och oro inom armén.
Rehnskiöld samtalade med Gyllenkrok om vilken väg armén skulle gå från Tatarsk. Armén led brist på livsmedel och måste förflytta sig till trakter där de kunde livnära sig; Peter I hade systematiskt låtit ryska strövkårer förhärja sitt eget land för att försvåra den svenska huvudarméns marsch mot Moskva. Under en överläggning mellan Karl XII, Rehnskiöld, Piper och Gyllenkrok togs beslutet att armén skulle gå söderut till Severien, i riktning mot Lillryssland. Där skulle svenskarna kunna få goda vinterkvarter, proviant och förstärkningar genom en allians mellan Karl XII och zaporogkosackernas hetman Ivan Mazepa.

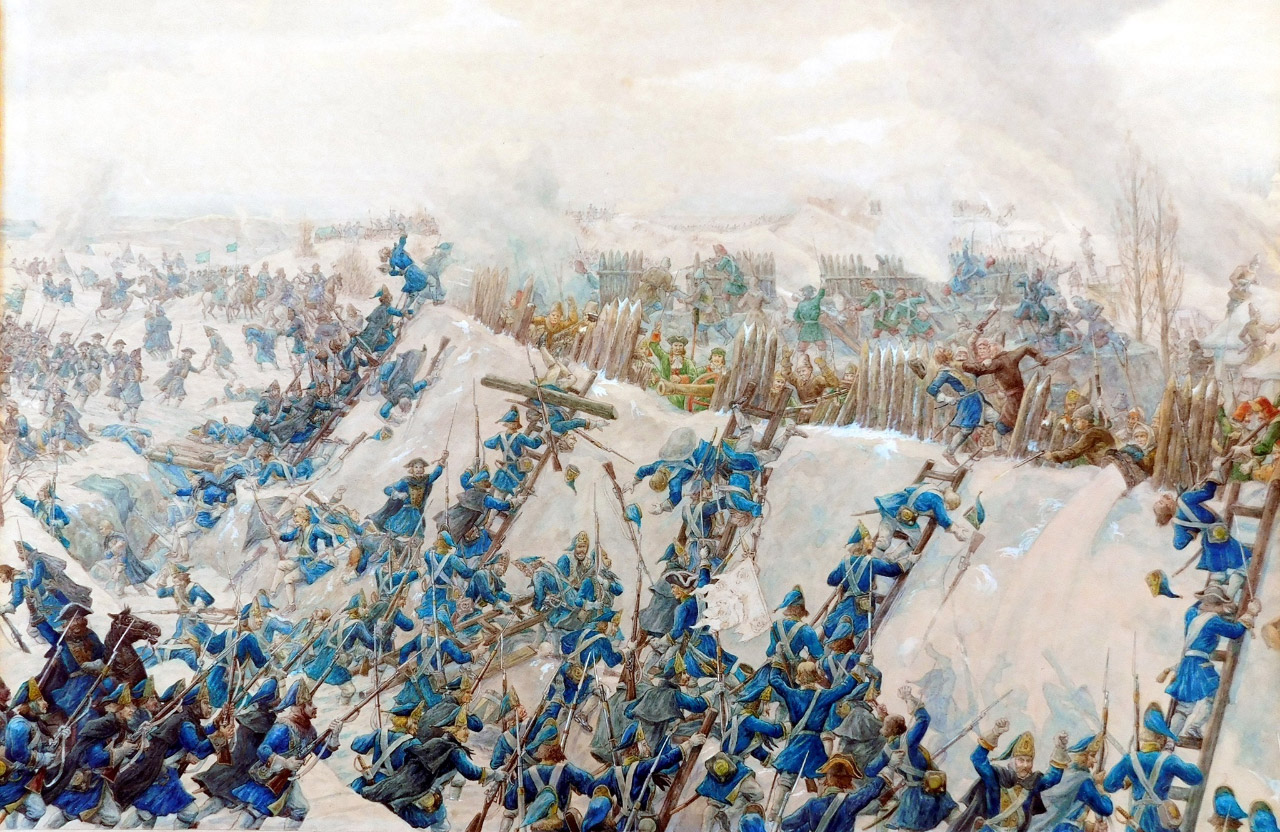
Stormningen av Veprik (okänt år) av Ernst Lissner.

Peter I fick höra om Mazepas allians med Karl XII, och skickade en armé under furst Mensjikov till att intaga och bränna ner Mazepas huvudstad Baturin. De kosacker som inte stod på Mazepas sida valde Ivan Skoropadskyj som ny hetman, den 11 november 1708. Därmed hade Mazepa förlorat stora delar av sitt stöd i landet och kunde förena sig med svenskarna med bara några tusen kosacker, utan den stora armé och de rikliga livsmedelstillgångarna han tidigare utlovade. I december 1708 kom dessutom en hård vinter som drabbade hela Europa, där tusentals svenska och ryska soldater dukade under för den bitande kylan. Svenska armén gick i bivack i början av december i trakterna kring Gadjatj. I närheten av staden låg fästningen Veprik, som besattes av en rysk garnison på 1 500 man och spärrade av den svenska framryckningen. Karl XII beslutade att Veprik skulle intas. Stormningen skulle ske den 7 januari 1709, och Rehnskiöld utsågs till ledare för operationen. Hans stridsplan gick ut på att svenska kanoner skulle bombardera fästningens vallar, varefter tre kolonner på 3 000 man skulle från olika håll klättra uppför vallarna med stormstegar och hugga ner de ryska försvararna. Det första stormningsförsöket misslyckades, då försvararna använde flera metoder för att sakta ner och slå tillbaka de svenska kolonnerna. Under det andra stormningsförsöket blev Rehnskiöld träffad i bröstet av en kula från en falkonett, vilket tvingade honom att överlämna befälet till generalmajor Berndt Otto Stackelberg. Även denna stormning blev resultatlös, men de båda sidorna kom överens om ett vapenstillestånd. Då den ryska garnisonen hade förbrukat nästan all sin ammunition valde fästningens kommendant att kapitulera. De svenska förlusterna räknades till uppåt 1 000 man i antalet stupade och 600 i antalet sårade. Rehnskiöld återhämtade sig något efter sex veckor, men hans granatskada kom aldrig att läkas helt.
Den svenska armén stannade i trakterna runt Veprik innan den kunde röra sig i slutet av februari. Den marscherade söderut till en stark position mellan Dneprs bifloder Vorskla och Psiol för att där kunna skaffa sig förstärkningar från Polen och Mazepas zaporogkosacker. Rehnskiöld fick i uppdrag att med nio infanteri- och kavalleriregementen stanna kvar i trakterna kring Hadjatj och Veprik för att trygga huvudarmén mot anfall norrifrån. Rehnskiölds trupper återförenades med huvudarmén i början av mars och vid den södra delen av Vorskla anlände den svenska armén till den befästa staden Poltava. I syfte att sysselsätta fienden och locka ut honom på fältet började Karl XII i maj 1709 belägra Poltava, som försvarades av en garnison på 4 200 man. Peter I ryckte med en armé bestående av reguljära och irreguljära trupper på 74 000 man till stadens undsättning. Under en rekognoscering den 17 juni hade Karl XII sårats svårt i foten och kunde därför inte som brukligt var föra befälet, och underrättelser om detta verkade ha gjort tsaren böjd att våga ett fältslag. Peter I gick över Vorskla och slog upp ett befäst läger norr om Poltava. Mellan de ryska och svenska trupperna låg ett vidöppet fält, med två skogar som bildade en passage som ryssarna ville försvara genom att bygga sex redutter tvärs över passagen. Peter I beordrade bygget av ytterligare fyra redutter så att samtliga tio redutter skulle bilda ett T-format spärrsystem, som skulle hota de framryckande svenskarna med flankerande eld. Trots sin skada ville Karl XII inte försumma ett tillfälle att ta upp striden med tsaren och han befallde därför Rehnskiöld att gå till anfall.

#### Nederlaget vid Poltava
Styrkeförhållandena vid Poltava var omkring 16 000 svenska soldater mot 40 000 ryska. Rehnskiöld övertog kungens roll som överbefälhavare, medan Lewenhaupt var befälhavare för infanteriet och generalmajor Carl Gustaf Creutz för kavalleriet. Stridsplanen utformades av Rehnskiöld i samråd med kungen, medan Gyllenkrok upprättade grupperingsplanen. Planen gick ut på att 8 170 svenska fotsoldater skulle delas upp i fyra kolonner som innan gryningen skulle genomföra ett överraskande anfall mot de ryska skansarna och passera dem. Det svenska kavalleriet på 7 800 man skulle följa infanteriet bakom, uppdelade i sex kolonner. Efter att kolonnerna passerat skansarna skulle de marschera till det breda fältet framför det ryska fältlägret, till en position vid vadstället vid Petrovka och nordväst om Peter I:s förskansade armé, samtidigt som det svenska kavalleriet skulle driva bort det ryska kavalleriet. Vid den positionen skulle den samlade svenska armén marschera åt höger och formera sig på slaglinje. Om manövern lyckades skulle Peter I:s förskansade armé vara instängda i lägret, med den branta flodbanken bakom sig och den svenska armén framför sig vid deras reträttväg till Petrovka, och om de inte skulle acceptera svenskarnas utmaning skulle de svälta ihjäl i sina förskansningar. De fyra infanterikolonnerna skulle ledas av generalmajorerna Axel Sparre, Berndt Otto Stackelberg, Carl Gustaf Roos och Anders Lagercrona. Kungen skulle på sin bår medfölja den östra kolonnen på vänsterflygeln.
Strax före midnatt den 28 juni gav Rehnskiöld order om uppbrott för framryckning mot de ryska skansarna i skydd av mörkret. I några kolonner uppstod en viss oordning, och Rehnskiöld hade ett häftigt meningsutbyte med Lewenhaupt:
| ”                         | "Var fanen håller I till? Det får ingen se till Eder, seen I icke att allt är uti confusion? [...] Ja, si så ären I, I bekymren Eder om intet. Jag haver ingen hjälp eller gagn av Eder, aldrig hade jag trott, att I sådan vara skulle, jag hade inbillat mig långt annat om Eder in, men jag ser det är allt intet." | „ |
| – Carl Gustaf Rehnskiöld. | |   |

Ryssarna blev varskodda om svenskarnas närvaro, och svenskarna förlorade överraskningsmomentet. Efter ett krigsråd mellan kungen, Rehnskiöld och Gyllenkrok beordrade Rehnskiöld att infanterikolonnerna skulle omgrupperas och att framryckningen skulle fortsätta. Det var redan dagsljus, och det uppdagades att hela det ryska kavalleriet grupperades bakom den ryska reduttlinjen och försöka storma de svenska kolonnerna. Det svenska kavalleriet avvisade de ryska ryttarnas anfall; ryssarna tvingades till reträtt och blev förföljda. Med fältet fritt kunde de svenska infanterikolonnerna marschera vidare mot de ryska skansarna, där de främsta erövrades efter en kort strid. Anfallen mot de övriga skansarna orsakade stora förluster bland kolonnerna, i synnerhet för Ross kolonn, som tvingades retirera till ett skogsparti i närheten och senare kapitulera inför förföljande ryska trupper. De övriga kolonnerna hade under tiden slagit sig igenom de övriga skansarna och marscherat till det öppna fältet framför det ryska fältlägret, men Rehnskiöld hade redan förlorat en tredjedel av sitt infanteri. Samtidigt hade det svenska kavalleriet jagat de ryska ryttarna förbi fältlägret och vidare norrut. De ryska ryttarna var nära på att drivas mot en djup sänka i terrängen som täcktes av moras, men plötsligt kom en order från Rehnskiöld om att de svenska ryttarna skulle avbryta jakten och återsamlas till infanteriet.
Vid niotiden lämnade det ryska infanteriet sitt fältläger och ställdes upp i slagordning. Inför slutstriden samlade sig 4 000 svenska fotsoldater i en linje mot 22 000 ryska fotsoldater som var uppställda i två linjer. Rehnskiöld beordrade Lewenhaupt att med sitt infanteri anfalla de ryska linjerna, men då det svenska kavalleriet inte kunde anlända i tid blev det svenska infanteriet krossat, och de överlevande tvingades till reträtt. Kungen, Lewenhaupt och stora delar av kavalleriet undkommer, förenade sig med belägringstrupperna och trossen och marscherade söderut längs floden Vorskla. Rehnskiöld, Piper och de överlevande i infanteriet blev tillfångatagna av ryssarna. Sammanlagt hade 6 900 svenskar stupat eller sårats i slaget, och 2 800 tagits tillfånga. Ryssarnas förluster var 1 345 i antalet stupade och 3 290 i antalet sårade.
Ett par dagar efter slaget kapitulerade Lewenhaupt med resterna av den karolinska armén (sammanlagt 20 000 inkluderat soldater och icke-stridande) vid byn Perevolotjna, vid vadstället över Dnepr, inför furst Mensjikov och dennes expeditionskår. Kungen, Mazepa och omkring 1 000 man lyckades ta sig över floden och bege sig till Osmanska riket, där Karl XII kom att vistas i flera år tills han senare kom att återvända till Sverige i slutet av 1715. Den svenska huvudarmén var därmed förintad och fick till följd att både Danmark-Norge och Sachsen-Polen åter deltog i kriget mot Sverige. Även Hannover och Preussen gick med i alliansen mot Sverige, och tillsammans med Ryssland anföll länderna de svenska besittningarna runt Östersjön. Både Poltavaslaget och kapitulationen kom att markera början på Sveriges slutgiltiga nederlag i kriget.
Rehnskiölds misslyckande i sin befälsroll i slaget har debatterats bland historiker. Under slagets inledning konstaterades att Rehnskiöld befann sig i psykisk obalans, ett tecken på det var hans tidigare utskällning av Lewenhaupt som var närmaste mannen i stridsledningen. Psykologiskt var Rehnskiölds uppgift som överbefälhavare påfrestande och näst intill omöjlig på grund av kungens närvaro och överinseende. von Konow tog upp två stora misstag som Rehnskiöld gjorde under slaget. Det första var att han inte hade rekognoscerat de ryska skansarna som byggdes natten före slaget och inte hade underrättat sina underchefer om sin anfallsplan, vilket skapade stor förvirring i den svenska stridsledningen. Det andra var hans beslut att avbryta det svenska kavalleriets jakt mot det flyende ryska kavalleriet, som var nära att drivas mot några branta raviner norr om slagfältet. Historiker har spekulerat över anledningen till denna order, och omdömena har skiftat från överseende, då Rehnskiöld inte ville riskera att tappa kontakten med sitt kavalleri när slaget nådde sitt avgörande skede, till starkt fördömande, då elimineringen av det ryska kavalleriet hade kunnat avgöra hela slaget till svenskarnas fördel.

## Fångenskapen (1709–1718)

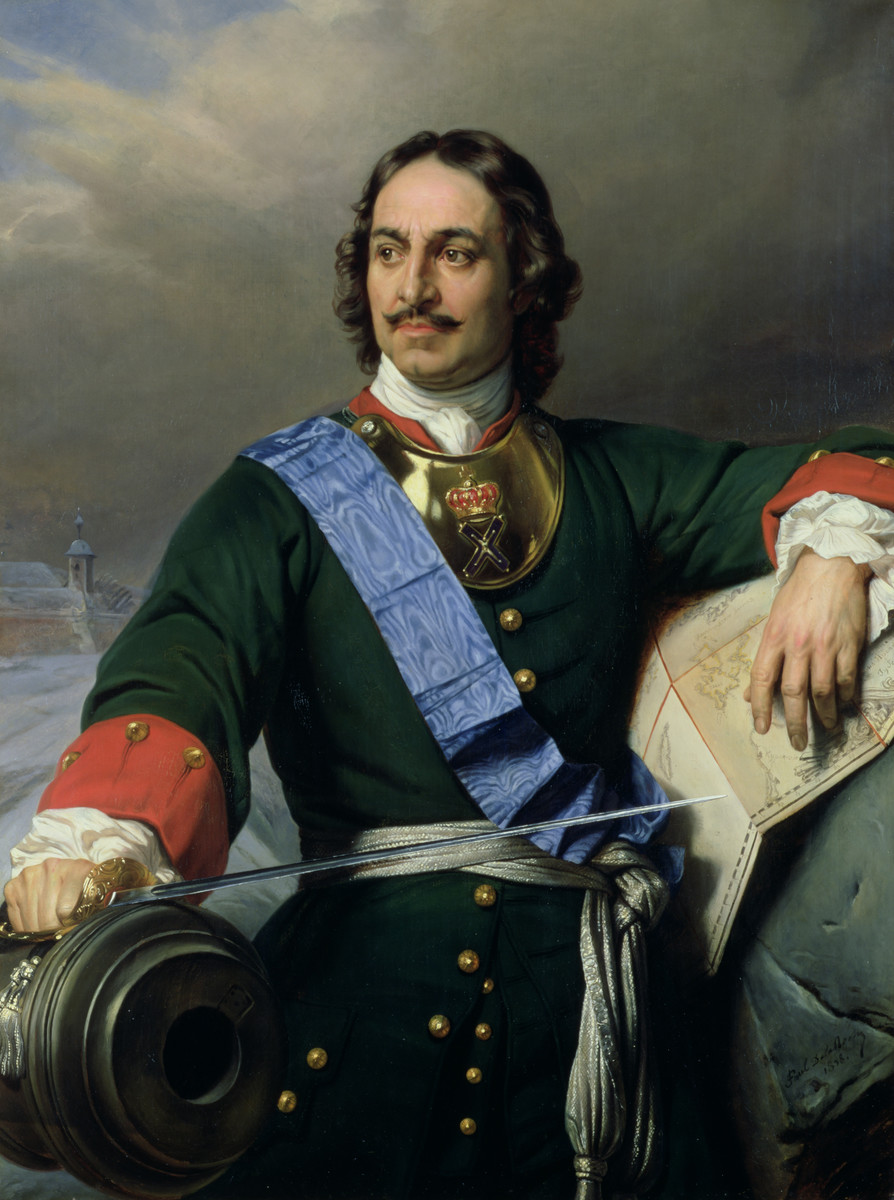
Peter den store (1830) av Paul Delaroche.

Kort efter slaget fördes Rehnskiöld och övriga svenska officerare till det ryska lägret. Rehnskiöld, Carl Piper och fyra svenska generaler fördes till Mensjikovs tält, dit tsaren senare anlände, och överlämnade sina värjor till honom. Peter I frågade Rehnskiöld om hur det stod till med kungen, då ryssarna förmodade att han var bland de stupade. Rehnskiöld svarade att efter vad han trodde sig veta var allt väl med kungen. Peter I var belåten med svaret och återlämnade Rehnskiölds värja. Senare anordnade tsaren en festmiddag med de tillfångatagna svenska generalerna, där han kom att ställa en rad frågor till Rehnskiöld och de övriga generalerna och utbringade en skål för sina svenska "lärare i krigskonsten".
Under senhösten 1709 förflyttades Rehnskiöld och den tillfångatagna svenska huvudarmén till Moskva, där Peter I den 22 december anordnade ett stort triumftåg. Krigsfångarnas tåg ställdes upp i rangordning, där Rehnskiöld och Piper gick sist i tåget. Efter triumftåget kom de svenska krigsfångarna att skickas ut till flera städer och orter runtom i Ryssland. Rehnskiöld och Piper flyttade in i Avram Lopuchins hus i Moskva. Där kom Rehnskiöld att hamna i en dispyt med Piper och Lewenhaupt i samband med en middag, där Piper kritiserade Rehnskiölds ledarskap under slaget och hävdade att det var Rehnskiölds fel att det gick illa för den svenska armén. Pipers förolämpande uttalande gjorde att Rehnskiöld for ut mot honom. Lewenhaupt och Gyllenkrok gick emellan dem, och Rehnskiöld började anklaga Lewenhaupt och andra officerare för att ha uttryckt kritik mot självaste Karl XII:
| ”                         | "Här äro några som understå sig Herrens (Karl XII) aktioner att carpera [kritisera], men jag skall så med bredyxan hugga däruti, att de skola minnas det: ty Herrens aktioner måste de låta bliva tillfreds (med)." | „ |
| – Carl Gustaf Rehnskiöld. | |   |

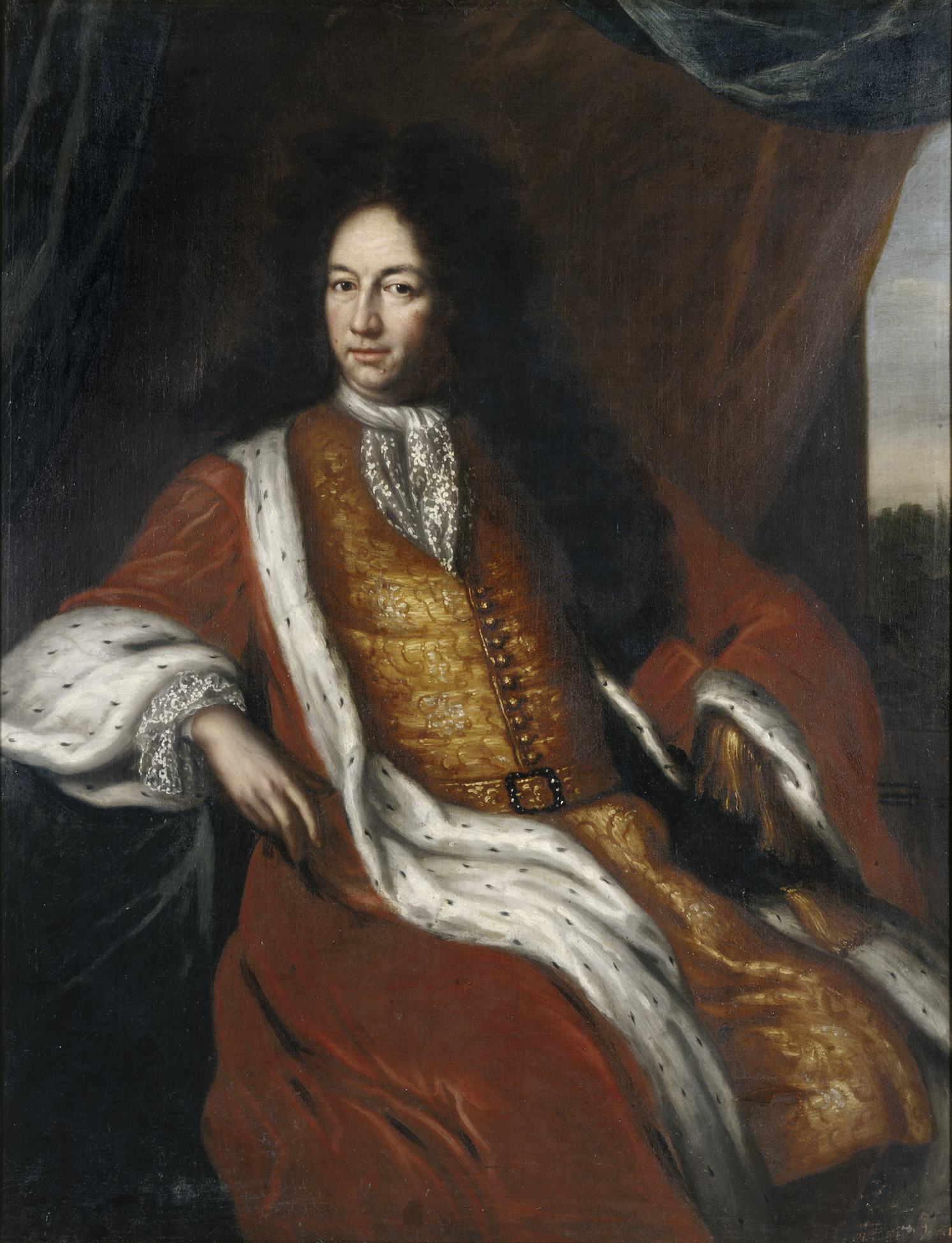
Carl Piper (okänt år) av David Kock.

Några dagar senare kom Lewenhaupt att föreslå, först för Piper och därefter för Rehnskiöld, att de borde försonas, så att deras fientliga förhållande inte skulle gå ut över de övriga svenska officerarna. Rehnskiöld och Piper kom inför närvarande generaler och överstar överens om att de skulle glömma bort sina tvistigheter. Rehnskiöld och Piper stannade kvar i Moskva och kom att etablera ett samarbete för att hjälpa de svenska krigsfångarna och tillvarata deras intressen. De inrättade ett förvaltningskontor i staden, som godkändes av de ryska myndigheterna, varifrån all kontakt med Sveriges myndigheter utgick. De arbetade hårt med att samla tillräckligt med penningmedel till krigsfångarna genom Statskontoret i Stockholm. Med årens gång kom dessa att bli alltmer sporadiska.
På grund av de svenska myndigheternas bristande stöd till sina tillfångatagna landsmän tvingades Rehnskiöld och de svenska officerarna att 1714 vända sig till tsaren och begära att de skulle beviljas fångtraktamenten. Som straff för Rehnskiölds och Pipers omedgörlighet inför senaten i Sankt Petersburg åren tidigare, där de efter hot om repressalier tvingades underteckna utväxlingshandlingen mellan den svenske kommendanten Nils Stromberg och den ryske generalen Adam Weide trots att de inte hade befogenhet för ett sådant ärende, skulle tsaren försvåra de svenska officerarnas existensvillkor. Tsarens förbittring över rapporterna om de ryska krigsfångarnas behandling i Sverige var också en bidragande faktor till detta beslut. Piper blev fängslad i fästningen Nöteborg, där han for illa och dog 1716. Rehnskiöld fick själv ta hand om förvaltningskontoret. Han kom att skriva klagobrev till myndigheterna i Stockholm om fångarnas elände i Ryssland, och med pietismens snabba spridning bland krigsfångarna bildade Rehnskiöld en slags kyrklig styrelse i Moskva, där fångna fältpräster utplacerades till de svenska fånglägren och Rehnskiöld själv bestämde bibeltexterna till de fyra fastställda böndagarna.
| ” | "Min gud weth uti wadh engsslan, jagh i denne långa fångenskapen suttit, ock sedt mig wara afstängder i från Ederss Maij:ttz nådige ögon, ock min underdånigste opwachtning. Män så har des förinnan, min endaste bekymmer ock arbete hwaritt att sörria för de öriege olykelige fattige fångarna dem jagh af min fattige egendom så bijsprungett, att numera den samma aldeless åtgången är, ock jagh stundeligen en odräglig olyckia öfwer mig förwenta måste effter mina wexlar med protest tillbacka komma. Ederss Maij:tt beder jgh derförre aller underdånigst, att eij draga Sin nådige hand i från mig, på ded jagh i detta elende eij må förgåss utan af inföd mildhett, den jagh oförtiänt stedse niutit, redda mig utur denne faran. | „ |
| – Carl Gustaf Rehnskiöld, Ur Rehnskiölds brev daterat 7 januari 1715 som skickades till Karl XII angående dennes ankomst till svenska Pommern." | |   |

Frågan om att få Rehnskiöld utväxlad, efter en lång tid utan ansträngning från svensk sida, togs upp våren 1718, då Ryssland inledde underhandlingar med Sverige i Lövö by på Vårdö i Ålands skärgård. Rehnskiöld kom att bli inblandad i tronföljdsfrågan i Sverige på initiativ av holsteinaren Georg Heinrich von Görtz, som sedan 1716 hade fått ställning som Karl XII:s "förste minister" och ansvarade för förhandlingsarbetena med Ryssland. Karl XII saknade arvingar, så Görtz ville vinna Rehnskiöld på sin sida för att stärka sin egen ställning i det holsteinska partiet, ett parti Görtz hade stort inflytande över. Görtz och hans parti ville ha hertig Karl Fredrik som svensk tronarvinge, för att på så vis motverka trycket från det hessiska partiet, som ville ha lantgreven Fredrik av Hessen, gemål till Karl XII:s syster Ulrika Eleonora den yngre, som tronarvinge. Efter påtryckningar från svensk sida gav Peter I den 17 september order om att skicka Rehnskiöld till Lövö, där han skulle utväxlas med furst Ivan Trubetskoj och greve Avtonom Golovin. Den 14 oktober 1718 anlände Rehnskiöld till Lovö, där han anförtrodde Görtz' sekreterare Andreas Stambke att hertig Karl Fredrik borde gifta sig med en av tsar Peters döttrar i syfte att främja relationerna mellan Sverige och Ryssland. Den 30 oktober avslutades utväxlingen och Rehnskiöld blev till sist frigiven.

## De sista åren (1718–1722)

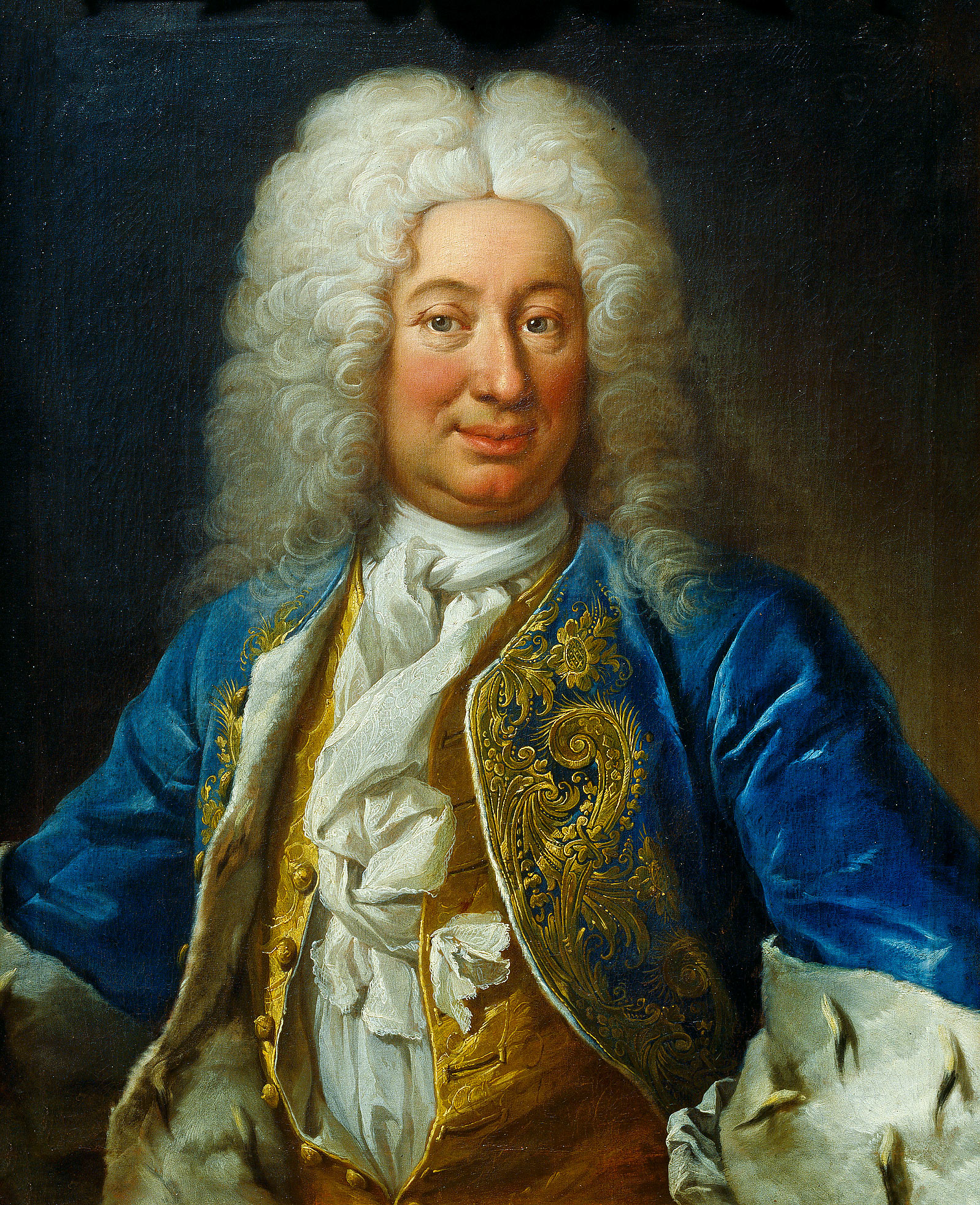
Fredrik I (1730) av Martin Mijtens den yngre.

Direkt efter frigivningen begav sig Rehnskiöld till Stockholm, där han sammanträffade med Görtz. Efteråt begav sig Rehnskiöld till Karl XII:s högkvarter i Tistedalen i Norge, där kungen hade inlett sitt andra norska fälttåg genom att belägra Fredrikstens fästning. Dit anlände Rehnskiöld i slutet av november 1718, och återföreningen med kungen hävdades vara "ett av Karl XII:s sista glädjeämnen". Båda hade ett långt samtal den 28 november, som handlade dels om det aktuella operativa läget, dels om underhandlingarna med Ryssland, som Rehnskiöld hade färska uppgifter om. Två dagar senare, på kvällen den 30 november, fick Karl XII ett skott som genomborrade båda tinningarna och omedelbart medförde döden. Den plötsliga händelsen tvingade Fredrik av Hessen, som var arméns generalissimus, att sammankalla ett krigsråd, där man beslöt att avbryta belägringen och tåga tillbaka till Sverige. Rapporten om Karl XII:s död undertecknades av Rehnskiöld och fältmarskalk Carl Mörner och skickades till Stockholms riksråd. Vidare beslöt man att arrestera Görtz den 2 december, då det hessiska partiet ville utnyttja övertaget i tronföljdsfrågan som de fick med Karl XII:s död. Görtz fördes till Stockholm, där han i Svea hovrätt dömdes till döden och avrättades den 19 februari 1719 vid Galgbacken. Med Görtz' död avslutades förhandlingarna med Ryssland, och kriget fortsatte i ytterligare tre år.

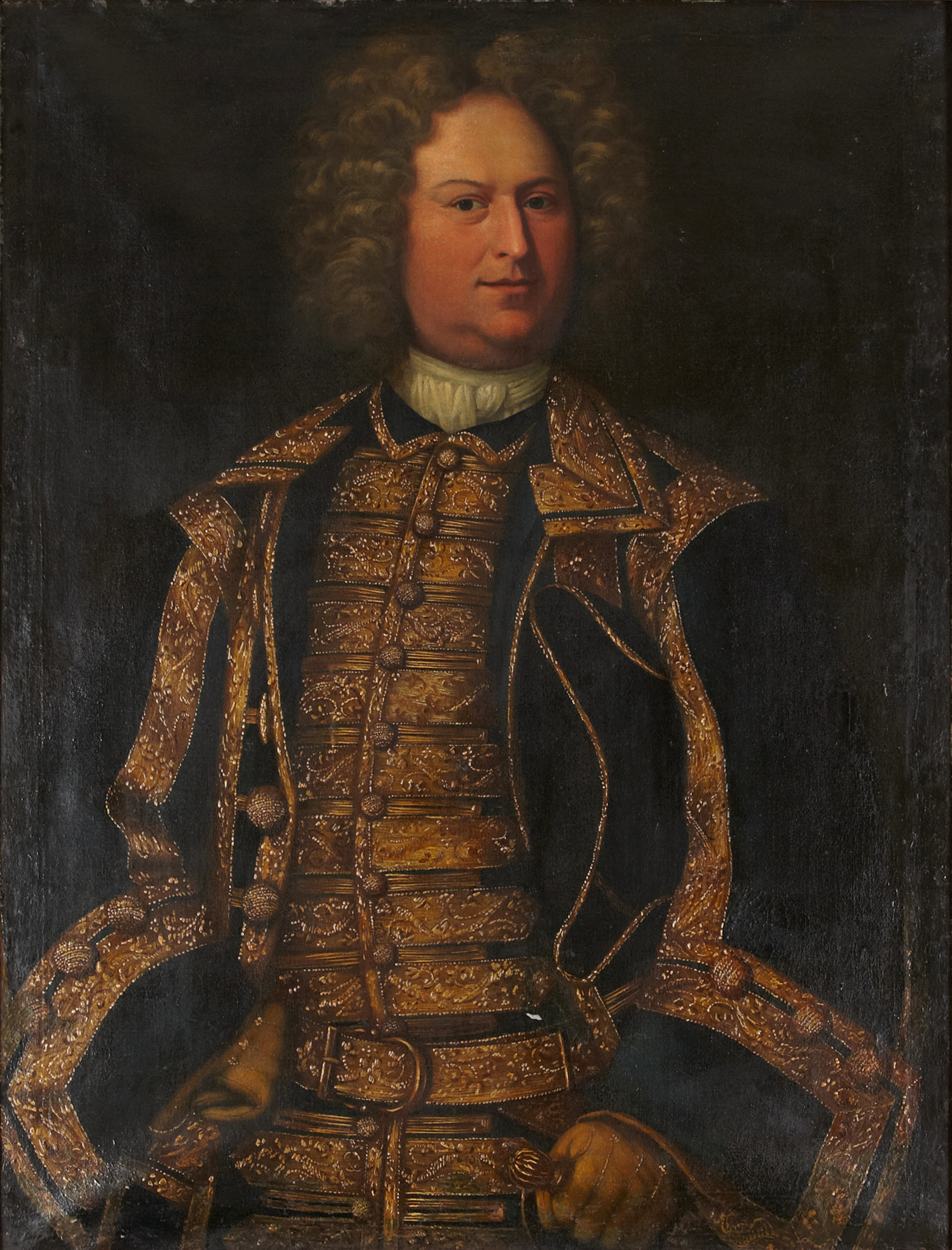
Carl Gustaf Rehnskiöld (okänt år) av Johan Starbus.

Ett ytterligare krigsråd ägde rum i Strömstad den 14 januari 1719. Anledningen till detta var att en ansenlig penningsumma på 100 000 riksdaler hade kommit från krigskommissariatet, och Fredrik av Hessen ville dela ut detta till det högre armébefälet för att kunna vinna inflytelserika röster i tronföljdsfrågan. Rehnskiöld själv fick 12 000 riksdaler, som han kom att se som en erkänsla för hans tid i rysk fångenskap. Rehnskiöld inställde sig senare till rådet i Stockholm. När truppen med kungens stoft anlände till Stockholm den 27 januari möttes den av rådsmedlemmarna Rehnskiöld, Arvid Horn och Gustaf Cronhielm. Den 26 februari jordfästes Karl XII i Riddarholmskyrkan; Rehnskiöld bar den kungliga spiran under en lång procession som började vid Karlbergs slott.
På grund av landets akuta svaghetstillstånd utsågs Rehnskiöld till högste befälhavare i västra Sverige för att beskydda dessa regioner från danska angrepp. Rehnskiöld kom då under närmaste tiden att vara på resande fot mellan Uddevalla och Göteborg, och såg över befästningsverken i Bohusläns och Skånes städer och fästningar. Den 10 juli landsattes en dansk styrka vid Strömstad, och en dansk-norsk huvudarmé på 30 000 man gick över gränsen vid Svinesund och framträngde söderut utan motstånd. Kort senare intogs Strömstad och Fredrik IV upprättade där sitt huvudkvarter. I Bohuslän hade Rehnskiöld 5 000 man till sitt förfogande och beordrade dessa att bränna ner förråd som inte hunnits föras bort för att förhindra dem från att hamna i danska händer och vidare att kraftsamla i Uddevalla för att försvara vägförbindelserna mot Vänersborg och Dalsland. Rehnskiöld fick senare veta om kommendant Henrich Danckwardts kapitulation på Karlstens fästning och beslöt att stanna kvar i Uddevalla trots hotet om att bli avskuren av danska styrkor, som kunde landsättas norr om Göteborg. Den danska armén i Strömstad kom dock att dra sig tillbaka mot Norge i slutet av augusti. Rehnskiöld drog vidare till Skåne för att försvara det från ett invasionshot. Den 28 oktober 1719 träffades vapenstillestånd med Danmark, och ett fredsfördrag slöts i Frederiksborg den 3 juli 1720.
Den 30 augusti 1721 undertecknades freden i Nystad mellan Sverige och Ryssland efter påtryckningar från ryssarnas sida. De hade sedan 1719 härjat längs den svenska östkusten. Efter freden hade Sveriges stormaktstid nått sitt slut. Då Ulrika Eleonora 1719 utsågs till Sveriges regerande drottning ville hon att hennes gemål Fredrik skulle bli hennes medregent, men detta avslogs av rikets ständer. 1720 bestämde hon sig för att träda tillbaka, och 24 mars 1720 utnämndes Fredrik till svensk kung. Han kröntes till Fredrik I den 3 maj i Stockholm, och som den äldste medlemmen av riksrådet bistod Rehnskiöld ärkebiskopen Mattias Steuchius med att sätta kronan på Fredriks huvud. Rehnskiöld bevistade riksdagarna 1719 och 1720 samt deltog i rådets sammanträden, men gjorde inte längre några offentliga framträdanden.
Fredrik I kallade Rehnskiöld att komma till Kungsör i januari 1722. Under resan dit insjuknade Rehnskiöld med hög feber och fördes till Läggesta gästgivaregård utanför Mariefred. Då Rehnskiöld hade häftiga blodspottningar tydde detta på att sjukdomen var sviterna av hans gamla granatskada från Veprik. Han avled den 29 januari samma år, och med hans död slocknade både den adliga och grevliga ätten Rehnskiöld. Begravningen skedde den 15 mars i Storkyrkan i Stockholm. Officiant var hovpredikanten Jöran Nordberg, som hade följt med Rehnskiöld och armén från 1703 till 1715. Vid begravningen beskrevs Rehnskiöld på följande sätt av Nordberg: "Alla veta, att han icke var någon storprålare, ingen översittare, ingen profitmakare, ingen blodigel och våldsverkare, utan omgängsam, rättrådig, givmild, tjänstaktig." Änkan Elisabeth Rehnskiöld gifte sig 1724 med den tysk-romerske riksgreven Erasmus Ernst Fredrik von Küssow  och dog 23 november 1726.